# Presqu'île de Crozon
La presqu'île de Crozon est située dans le Finistère (région Bretagne) en face de Brest. Elle est englobée en totalité dans le parc naturel régional d'Armorique et les espaces maritimes qui l'entourent sont en partie englobés dans le parc naturel marin d'Iroise, créé en 2007.

## Géographie

### Situation géographique
La presqu'île de Crozon, qui doit son nom à sa ville principale, Crozon, est située à l'extrémité ouest de la Bretagne, au centre du Finistère; et sa côte déchiquetée, en forme de croix, forme l'arête centrale du trident par lequel se termine la péninsule bretonne. Elle est entourée par la mer sur trois côtés : au nord par la rade de Brest, à l'ouest par la mer d'Iroise et au sud par la baie de Douarnenez. À l'est, à l'entrée de la presqu'île, le Ménez Hom est une montagne appartenant à la chaîne des montagnes Noires. Entourée de la mer, la presqu'île est surtout appréciée pour la richesse de son paysage ; entre autres sites naturels remarquables, le cap de la Chèvre, la pointe de Pen-Hir, la pointe du Toulinguet, la pointe des Espagnols, la pointe de Dinan, la presqu'île de Roscanvel, l'aber de Crozon sont parmi les plus connus. Comme l'attestent un riche patrimoine architectural et une forte implantation militaire, la presqu'île a une grande importance stratégique.
Depuis Brest, la route s'étire sur une trentaine de kilomètres puis épouse les méandres de l'Aulne jusqu'au plan d'eau de Landévennec, où se reflète l'abbaye Saint-Guénolé. Dans ce paysage mi-maritime mi-fluvial, on trouve un moulin à marée, le cimetière des navires de Landévennec et une île ronde, inhabitée, qui rappelle celle de Robinson Crusoé.

### Cadre géologique

Cadre géologique de la presqu'île de Crozon.

La presqu'île de Crozon forme un petit trident (formé par un fourchon septentrional qui se termine à la pointe des Espagnols, le fourchon central qui se termine à la pointe du Toulinguet et le cap de la Chèvre terminant le fourchon méridional) et la branche centrale d'un plus grand trident rocheux à l'ouest du Finistère, avec ses trois pointes, la pointe Saint-Mathieu, la presqu'île et la pointe du Raz. Elle correspond au prolongement occidental du synclinorium médio-armoricain et est marquée par cinq grands axes tectoniques (grand anticlinal de la baie de Douarnenez appelé anticlinal du Porzay, anticlinal de Crozon-Anse de Dinan, anticlinal de Lanvéoc-Penfrat, anticlinal de Mort-Anglaise - Le Toulinguet, anticlinal de Roscanvel) entre lesquels se trouvent quatre synclinaux (synclinal de Tromel-Tal ar Groas, synclinal Kerloch-Le Poulmic, synclinal La Tavelle-Le Fret et synclinal Quélern-Île Longue), ces plis étant souvent laminés par de grandes failles directionnelles. La forme cruciforme de la presqu'île est ainsi liée à un héritage varisque : la pointe des Espagnols à l'extrémité de la presqu'île de Roscanvel et la pointe du Toulinguet occupent la bordure occidentale du synclinorium de la rade de Brest, tandis que le cap de la Chèvre correspond à la retombée périclinale de l'anticlinal du Porzay,.
La région est constituée d'un socle de schistes briovériens (-550 Ma) sur lequel reposent en discordance des séries paléozoïques du début de l'ordovicien (-480 Ma) à la fin du dévonien (-360 Ma), avec notamment les grès armoricains, cette formation pouvant atteindre 1 000 m dans le Sud de la presqu'île qui a été marquée par une forte subsidence. Cette couverture paléozoïque est affectée de grands plis hercyniens et d'un métamorphisme puissant. Morphologiquement il en résulte des déformations nombreuses (plis), une tectonique cassante avec de nombreuses et importantes failles et de grandes structures tectoniques globalement orientées est-ouest, mais s’ouvrant vers l’est et tendant à converger vers l’ouest. Le trait dominant de la géomorphologie de cette région est l'inversion de relief résultat de l'érosion différentielle.
Le socle est constitué principalement de schistes zébrés, formés d'une alternance, indéfiniment répétée, de minces lits gréseux dans un fond schisteux sombre, correspondant à des dépôts sédimentaires marins profonds. Ces terrains occupent aujourd'hui des aires réduites localisées au cœur des structures plissées anticlinales (Pen Had, Goulien).
La série paléozoïque correspond à des roches sédimentaires d'origine marine. Le caractère marin des dépôts est attesté par la présence des fossiles, des traces de bioturbation et de figures sédimentaires typiques (ripple marks, rill marks, brioches, véritables curiosité géologique). Ces objets géologiques ont, pour beaucoup d'entre eux, une grande valeur patrimoniale. L'érosion arase, jusqu'à leurs racines, les montagnes hercyniennes, rivales d'un Himalaya à venir, formant une pénéplaine qui est affectée de grands plis hercyniens, formant anticlinaux et synclinaux qui correspondent à la mise en relief de puissants bancs de grès, de schistes et de quartzites, notamment de "schistes et quartzite de Plougastel", d'âge gédinnien. La partie méridionale de la presqu'île est marqué par une période d'activité paléovolcanique représentée par des coulées de laves sous-marines (Lostmarc'h, l'Aber), mais aussi par un paléovolcanisme explosif (pointe de Raguénez),. Enfin la pénéplaine qui n'a pas subi le contrecoup du plissement alpin à l'ère tertiaire, est  recouverte par des dépôts quaternaires. Alors que les vents froids des périodes périglaciaires, soufflant sur la Manche asséchée, déposent un épais manteau de limon loessique sur la Ceinture dorée, le manteau est moins important dans la presqu'île marquée principalement par des coulées de boue à blocs périglaciaires.
La presqu'île offre dans ses falaises des conditions d'affleurement remarquables qui permettent d'établir les relations chronologiques entre les roches sédimentaires et les conditions dans lesquelles les sédiments se sont accumulés (faciès et fossiles). Des épisodes de volcanisme et d'hypovolcanisme d'âge Ordovicien apportent de la lumière sur les événements géologiques qu'a subi la presqu'île au paléozoïque. On y observe aussi des dépôts récents quaternaires de seulement quelques millions d'années. Les géologues ne cessent de scruter, depuis bientôt deux siècles, les innombrables témoins rocheux de ce patrimoine géologique. La richesse de ce patrimoine explique que la presqu'île est classée comme site géologique d'intérêt international. La réserve naturelle régionale des sites d'intérêt géologique de la presqu'île de Crozon, créée en 2013, est constituée de 27 sites présentant un intérêt géologique, mais aussi intéressants pour leur biodiversité.
Les falaises bordant la plage de Veryac'h présentent une véritable coupe de référence des terrains datant de l'Ordovicien et de la base du Silurien ; celles bordant la plage du Corréjou présentent des traces de ripple-marks dans du grès armoricain ; un anticlinal est visible dans les falaises de la Mort anglaise. La présence de fours à chaux témoignent de l'existence d'un affleurement calcaire datant du Dévonien ; les falaises de la pointe de Dinan, ainsi que celles du cap de la Chèvre, sont formées de grès armoricain datant de l'Ordovicien.

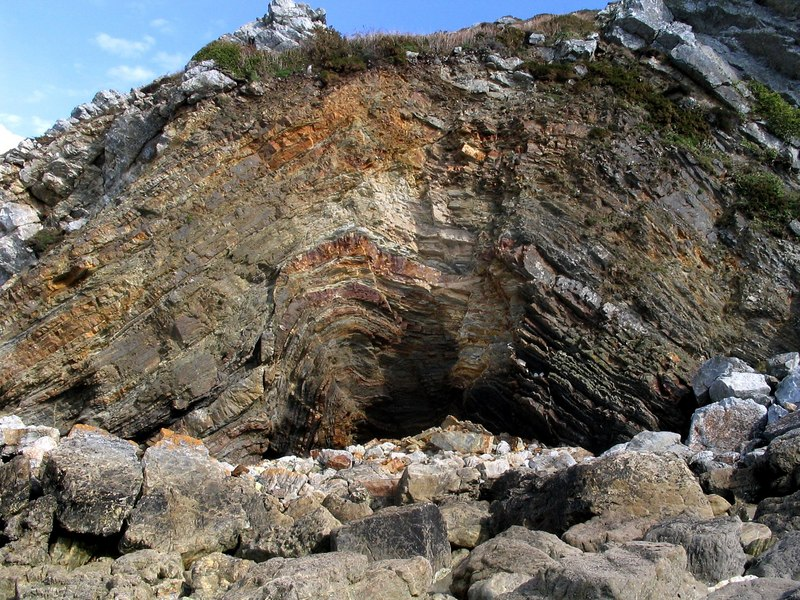
L'anticlinal dit de la "Mort anglaise" (plage de Trez Rouz)
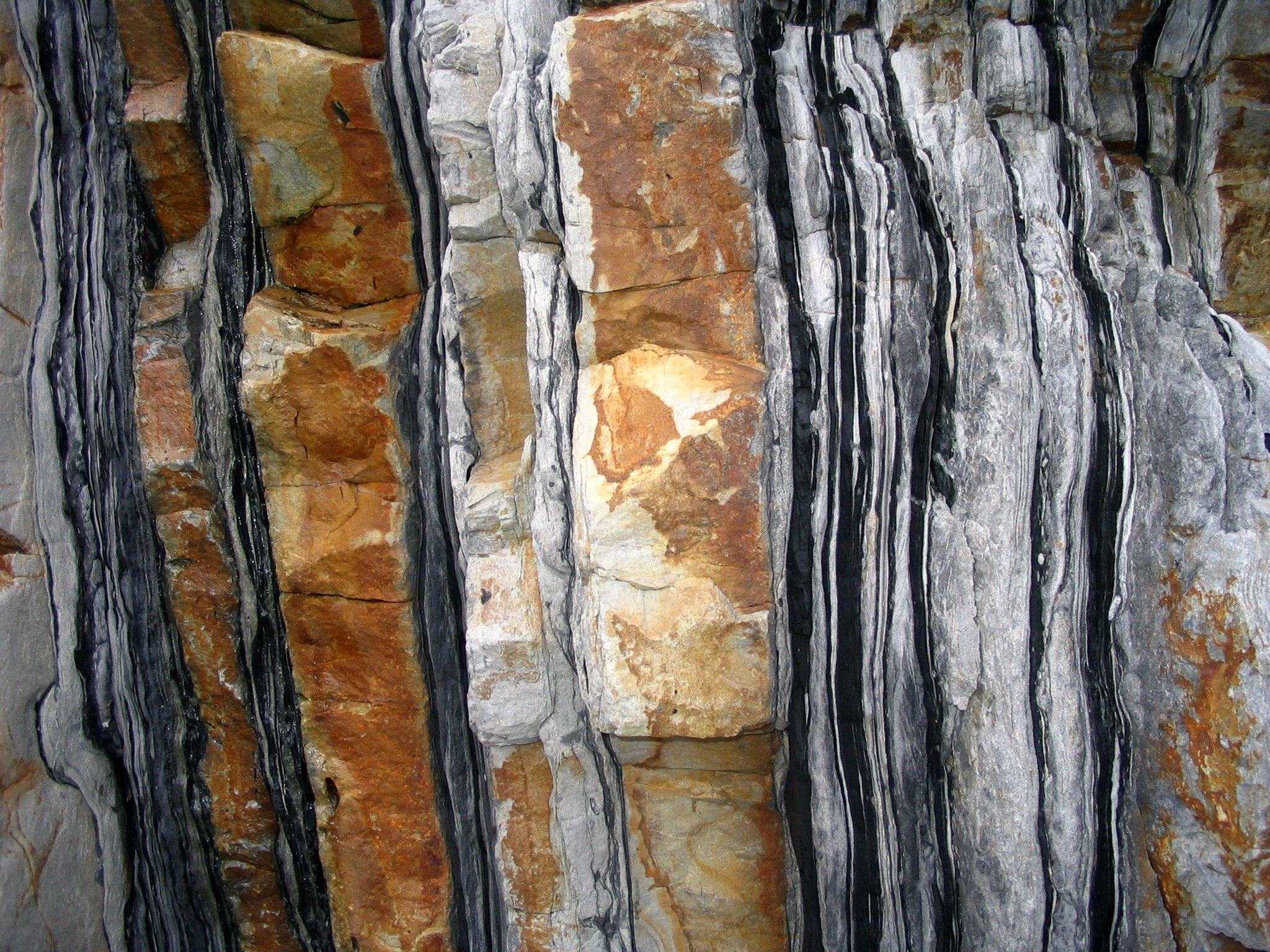
Grès de Kermeur (alternance de bancs de schistes noirs et de quartzites souvent grès psammitiques datant de l'Ordovicien) dans les falaises bordant la plage de Veryac'h
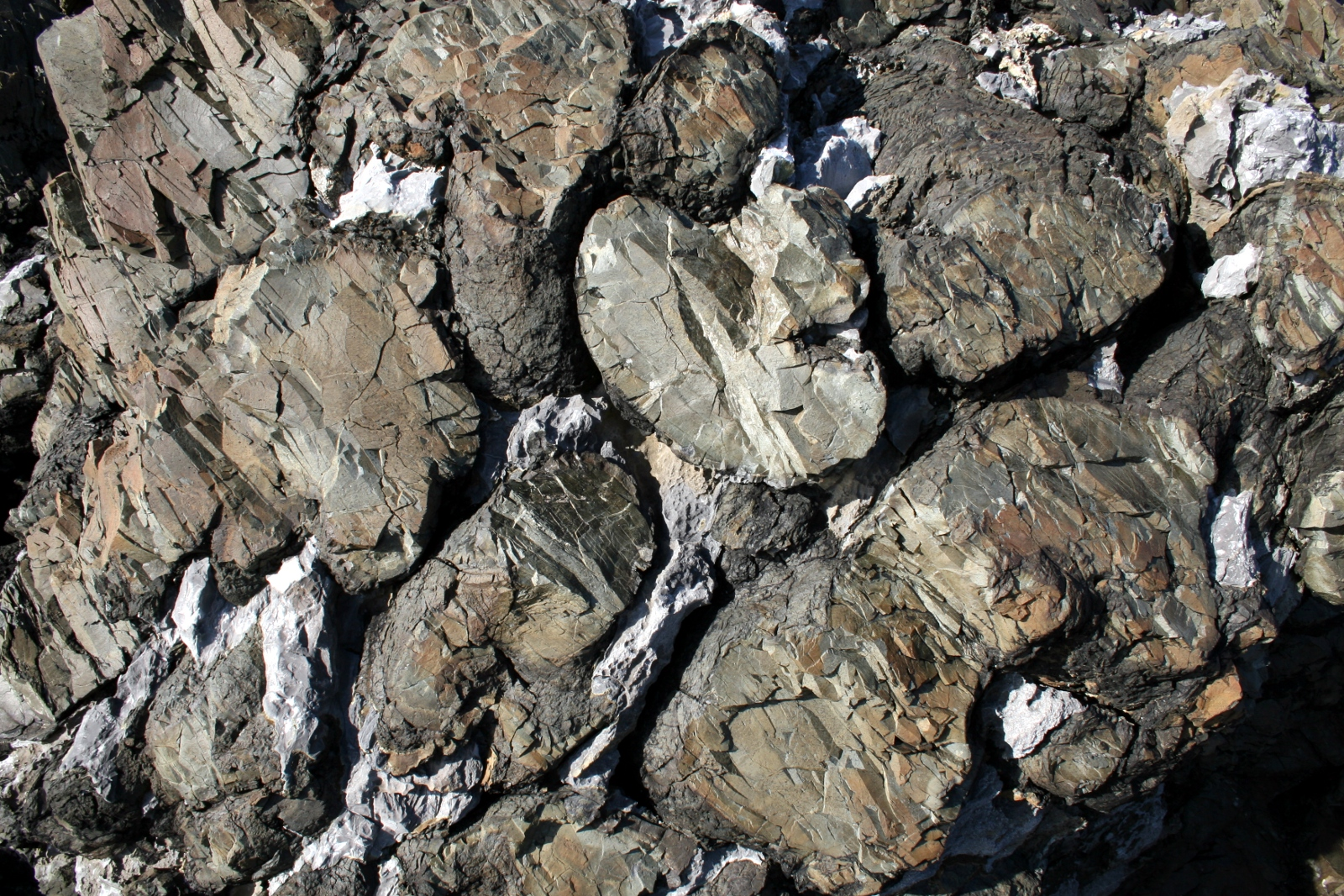
Lave en coussins (pillow lavas) datant de l'Ordovicien à la pointe de Lostmarc'h
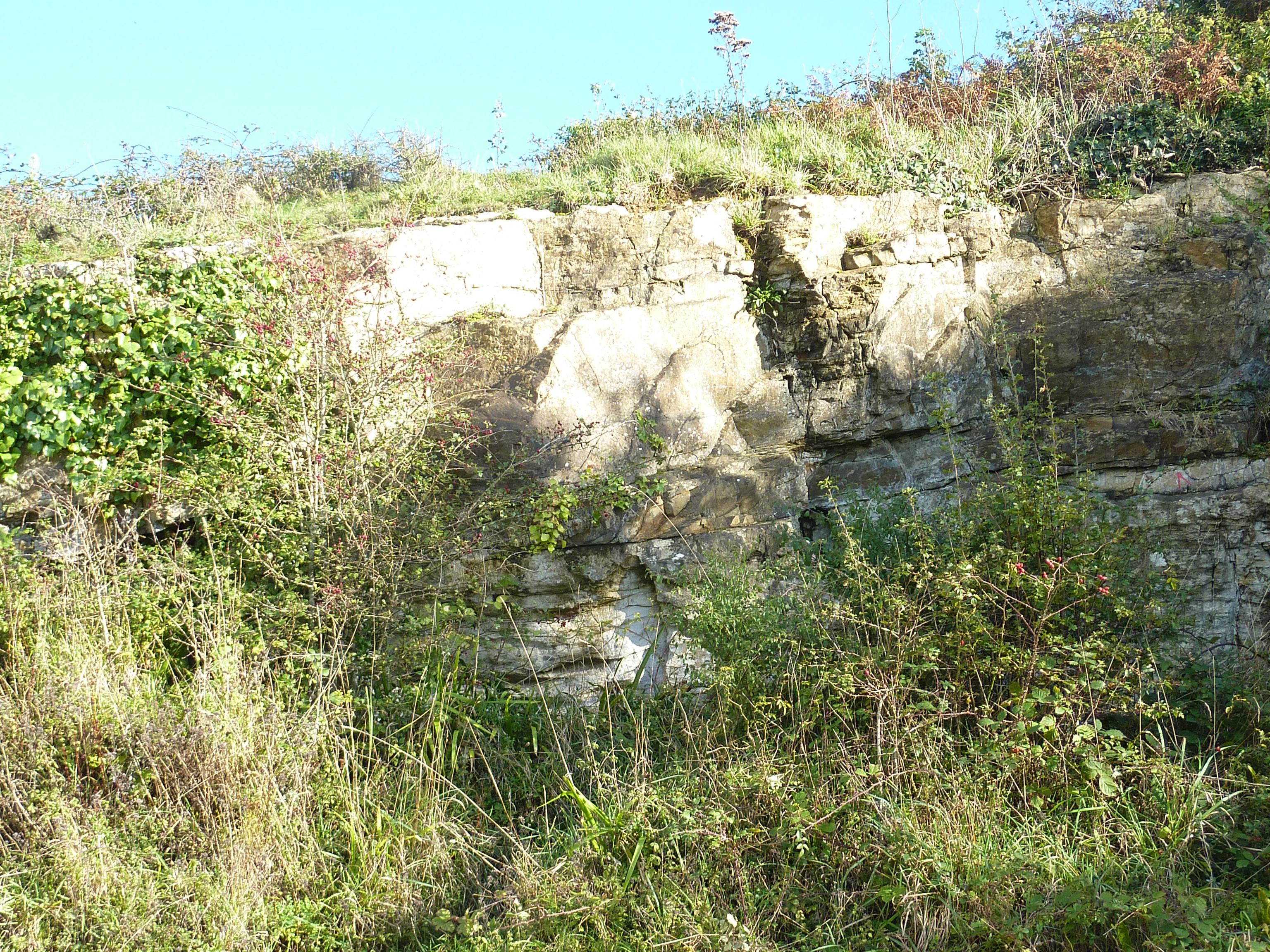
Le gisement de calcaire de Rozan (estuaire de l'Aber de Crozon)

La faille Kerforne tranche obliquement la presqu'île de Crozon selon un axe orienté du sud-est au nord-ouest, de la plage de Morgat à l'est de Camaret, les affleurements géologiques ayant un rejet horizontal décalé d'environ 1 500 mètres dans le bloc de l'ouest par rapport au bloc oriental
La Maison des minéraux, située à Saint-Hernot en Crozon, présente les paysages, les roches et les minéraux caractéristiques de la Bretagne et plus particulièrement de la presqu'île de Crozon, véritable « musée minéralogique ». Ce musée possède une belle collection de minéraux fluorescents et organise des balades multiples sur les paysages de la presqu'île de Crozon.
La presqu'île est mentionnée comme site prestigieux, comptant près de 400 grottes marines (grottes submergées ou semi-submergées, soumises à la marée), dont certaines sont visitables en bateau au départ du port de Morgat. Les fonds et murs des grottes hébergent des communautés marines d'invertébrés et d'algues cavernicoles dont des espèces à haute valeur patrimoniale.

### Reliefs

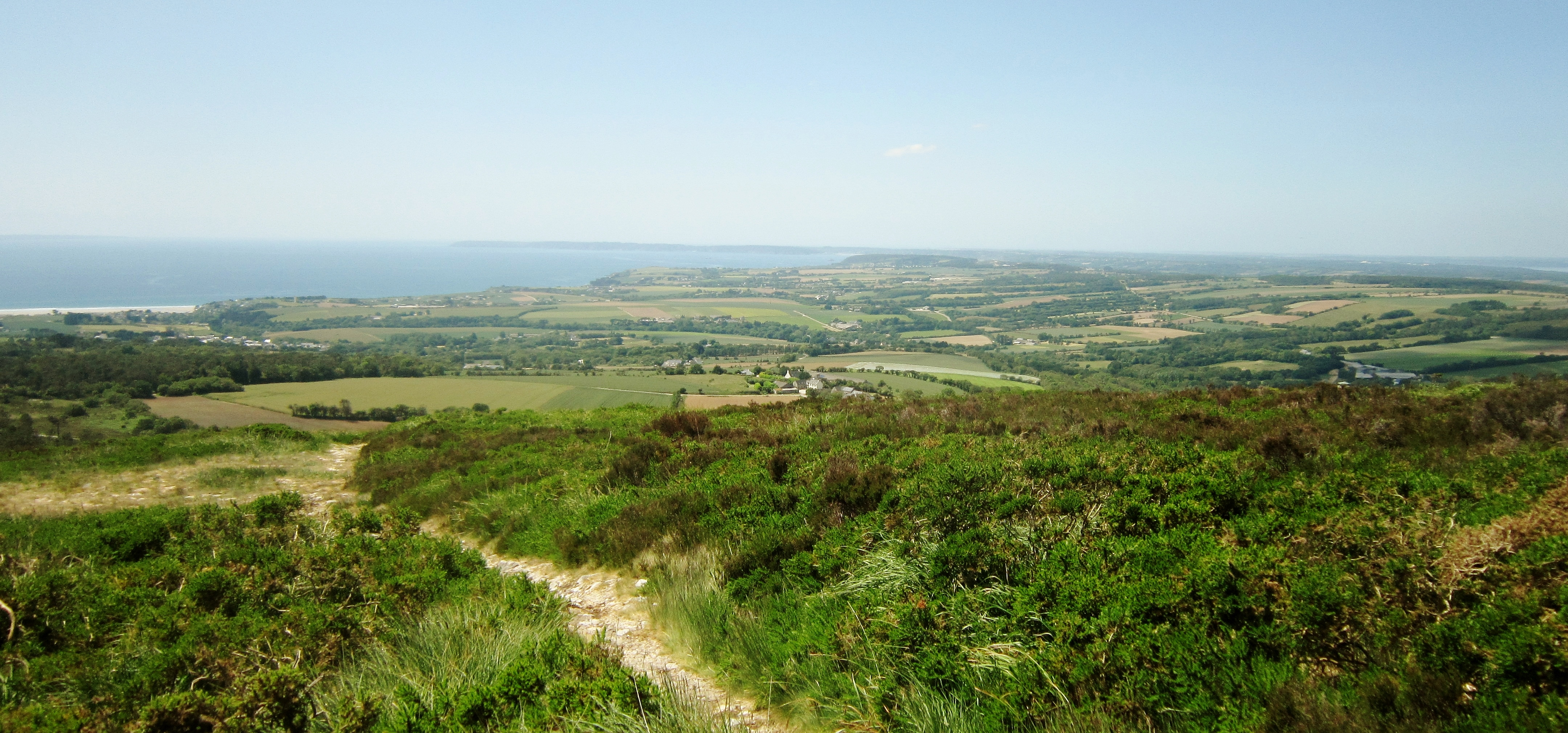
La Presqu'île de Crozon vue du sommet du Petit Ménez-Hom ("Yelc'h").

La presqu'île expose une grande diversité de littoraux. Les falaises rocheuses monumentales caractérisent essentiellement la façade occidentale. Cordons de galets, grèves de cailloutis, estrans à blocs, jalonnent les pieds de ces escarpements rocheux qui alternent fréquemment avec d'immenses plages de sable fin adossées à des massifs dunaires (Pen Had, Kersiguénou, Goulien, Lostmarc'h, la Palue…). Cette morphologie littorale contraste avec les nombreuses falaises basses, les grèves et les grandes vasières des rivages de la rade de Brest et de l'Aulne maritime. Dans les terres, des anticlinaux et synclinaux dessinent une série de vastes plateaux séparés par de larges vallées, aujourd'hui occupées par les deux principaux cours d'eau, le ruisseau de Kerloc'h qui parcourt la presqu'île d'Est en Ouest et l'Aber.
Il existe peu de côtes en Europe où l'on retrouve autant de grottes à marée (350 ont été recensées le long du littoral du parc naturel marin d'Iroise dont les grottes du Toulinguet ou celles de Morgat) qu'entre la Pointe de Dinan et Morgat. « Depuis le plateau couronné de bruyère et d'ajoncs (...) la paroi de grès armoricain est percée de centaines de failles, de salles et de corridors que la marée découvre. L'accès n'en est pas commode, le long des pentes abruptes, souvent glissantes (...) Autrefois les falaises entre le Cap de la Chèvre et Morgat abritaientune abondante population de macareux moines (...), de pingouins tordas et de guillemot de troïl. Des expéditions "sportives" de chasse les ont quasiment décimés au XIXe siècle. Toutefois certaines grottes servent encore à marée basse de reposoir à des phoques gris ».

## Histoire

### Les accès traditionnels à la presqu'île de Crozon
Le chemin d'accès principal[pourquoi ?] a de tout temps[style à revoir] été celui passant depuis Châteaulin par Sainte-Marie-du-Ménez-Hom où se trouvait[Quand ?] un gîte d'étape important avec, les siècles passés, plusieurs auberges (auberge des Trois-Canards, auberge Sainte-Marie...)

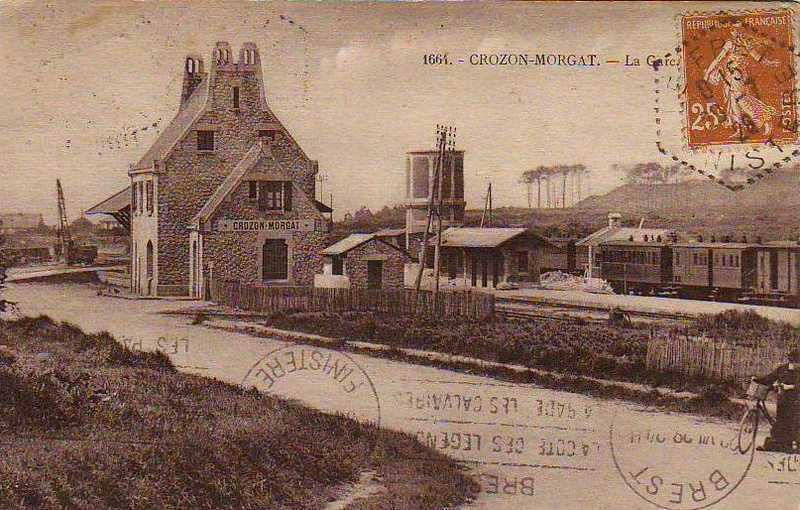
Le réseau breton : la gare de Crozon-Morgat

Un autre axe traditionnel était celui venant de Carhaix via Kernévez en Landeleau, Collorec, Lannédern, Brasparts, Quimerc'h, Rosnoën, traversait l'Aulne à Térénez, presque en face de Landévennec, passait ensuite par la chapelle du Folgoat en Landévennec et continuait, via les moulins à vent de Cornily et du Sénéchal, passant par le nord d'Argol et Tal-ar-Groas, en direction de Crozon, se terminant à la pointe de Dinan.
Un axe sud-nord venant de Ker-Ys (près de Douarnenez) aurait[évasif] traversé le fond de la baie de Douarnenez, aujourd'hui submergée, réapparaissant à la "Lieue de Grève" pour se diriger vers Landévennec en passant par Saint-Nic et le pied occidental du Ménez Hom. Au-delà vers le nord, la traversée de la rade de Brest permettait de rejoindre Brest.
Une autre voie partant de Douarnenez, passait par Plonévez-Porzay, Plomodiern et Telgruc, se confondait ensuite un moment avec le chemin venant de Carhaix, pour continuer via Le Fret jusqu'à Camaret.
Un chemin de fer à voie étroite du réseau breton a desservi depuis Châteaulin la presqu'île, parvenant à Crozon en 1923 et à Camaret en 1925 ce qui a permis à l'époque l'essor du port de pêche de Camaret et de la fréquentation de la station balnéaire de Morgat. Cette voie ferrée a fermé en 1967.

### Les moulins de la presqu'île
83 moulins ont été identifiés (mais ils étaient certainement plus nombreux) dans la presqu'île de Crozon, dont 76 moulins à vent et 7 moulins à eau ; parmi eux 3 moulins à vent se trouvaient dans la presqu'île de Roscanvel, 1 à l'Île-Longue, 8 dans la presqu'île du Cap de la Chèvre ; les moulins à eau se trouvaient pour 4 d'entre eux le long de l'Aber (Le Launay, Kerferman, Roucarc'h, Pont-Men), 2 à Telgruc et 1 près de l'Anse de Dinan.

### Un site de défense remarquable: les fortifications successives de la presqu'île
« Dans toute ma carrière militaire, je n’ai jamais vu quelque chose d’aussi performant que les défenses de la Presqu’île de Crozon » (général américain Middleton en septembre 1944).
La situation exposée et stratégique de la presqu'île de Crozon, située à l'extrême-ouest de la France, lieu potentiel de débarquements ennemis, et commandant les accès au port de guerre de Brest expliquent l'importance (plus de 150 ouvrages militaires recensés) et la diversité des fortifications datant de toutes les époques dans la presqu'île.
- dès la Préhistoire : l'éperon barré de Lostmarc'h date de l'âge du fer ;
- au Moyen Âge : motte féodale de Rozan, enceinte fortifiée de l'ancienne abbaye de Landévennec ;
- au XVIIe siècle : la tour Vauban de Camaret ;
- au XVIIIe siècle : ligne de défense de Quélern qui fermait chaque nuit l'accès à la presqu'île de Roscanvel et à la pointe des Espagnols (il n'en reste que des vestiges), batterie du Kador (près de Morgat) ;

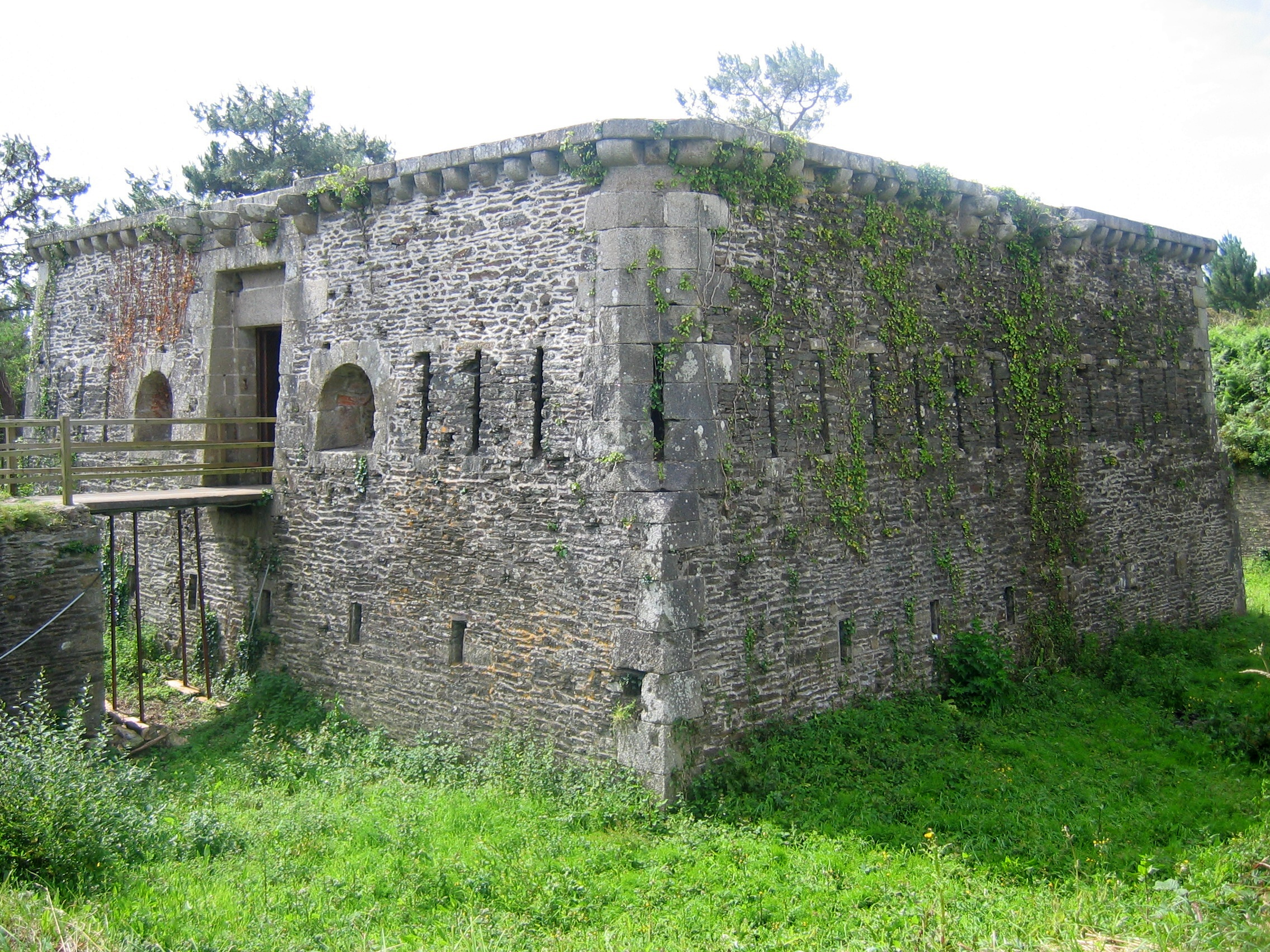
Une tour « modèle 1811 » : la tour de la pointe des Espagnols

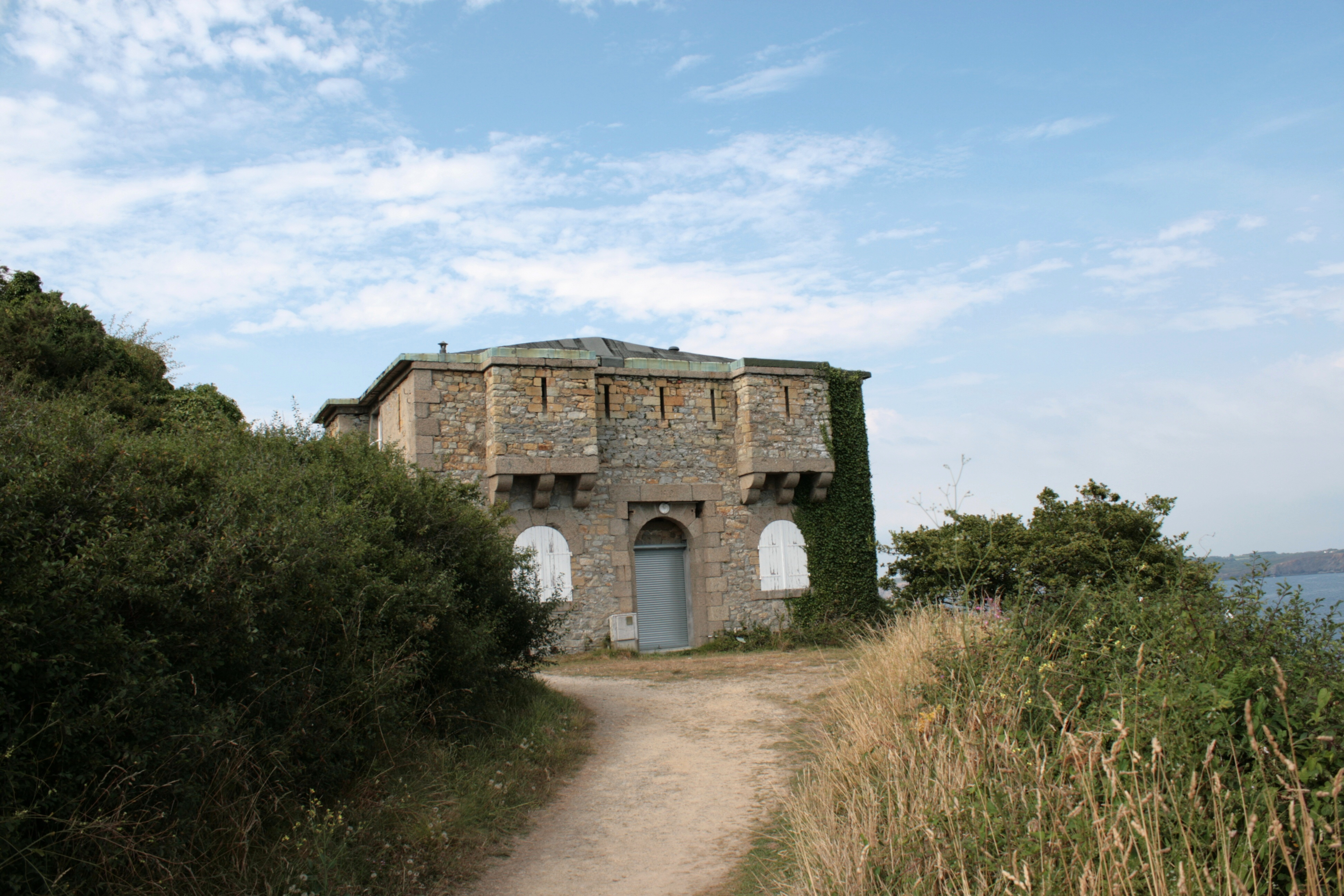
Une tour « modèle 1846 » : la tour du Grand Gouin près de Camaret, construite en 1848

- au XIXe siècle : tours « type 1811 » de la pointe des Espagnols et de la pointe du Toulinguet ; réduits « type 1846 » (semi-enterrés en raison de l'évolution des techniques militaires) de Roscanvel, du Gouin (à l'ouest de Camaret), du Kador, de Postolonnec et de l'Aber, ces trois derniers sur la rive sud de la presqu'île pour défendre les accès à la plage de Morgat ; forts de Lanvéoc et de Landaoudec, ce dernier construit en 1887 au cœur de la presqu'île ;
- au XXe siècle : nombreux blockhaus allemands un peu partout; site de Kerbonn près de la pointe de Pen-Hir qui présente plusieurs ouvrages défense de l'entre-deux-guerres ainsi que des blockhaus allemands et qui est le siège du « Mémorial de la bataille de l'Atlantique » ;
- fin XXe siècle et début XXIe siècle : les infrastructures militaires en activité sont encore importantes: base des sous-marins nucléaires de l'Île Longue, base d'aéronautique navale de Lanvéoc-Poulmic, site enterré d'entrepôt de missiles en plein cœur de la presqu'île, base  du "Centre Parachutiste d'Entrainement aux Opérations Maritimes (CPEOM), les « nageurs de combats » de la DGSE, de Quélern.

La Route des fortifications est un itinéraire touristique permettant de découvrir cet aspect de la presqu'île de Crozon, la plupart des installations militaires (sauf les plus récentes), aujourd'hui déclassées étant désormais ouvertes aux touristes.

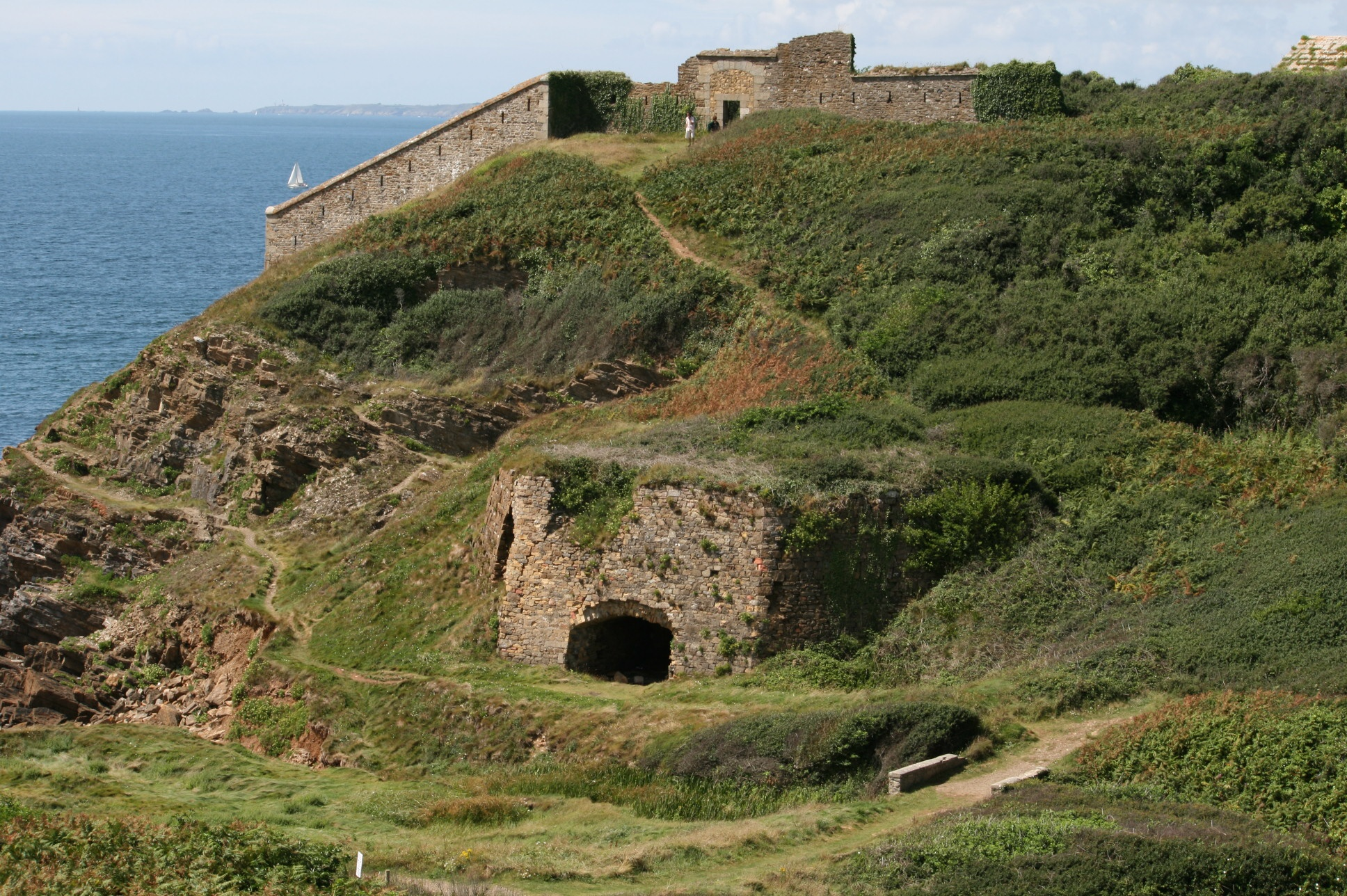
Le fort de la Fraternité (1796)

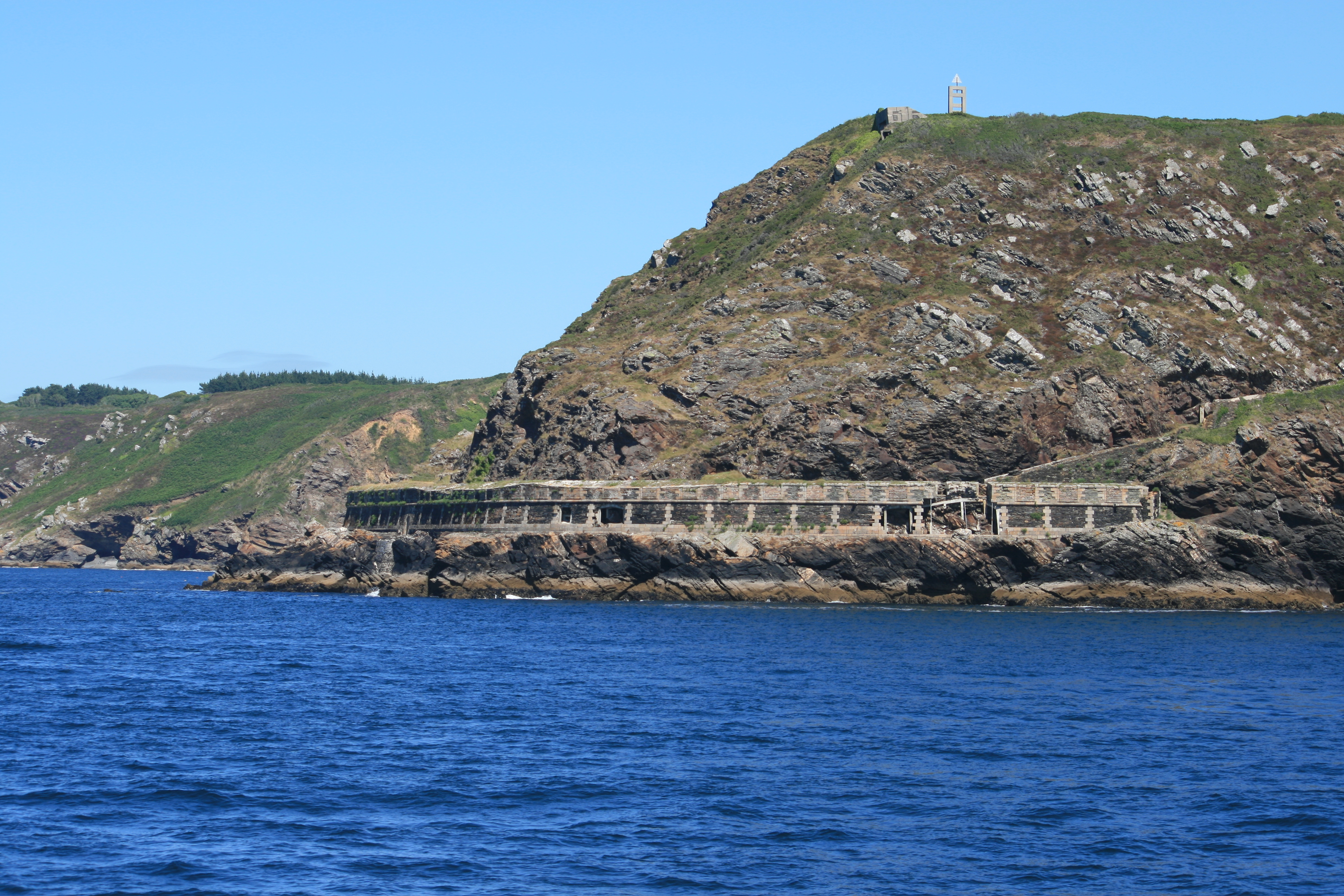
Les batteries de Cornouaille, batterie basse et batterie haute, défendaient le goulet de Brest

La presqu'île de Roscanvel est la zone où les ouvrages militaires sont les plus denses : la ligne de défense de Quélern, longue de 1,3 km, relie les deux rives de la rade de Brest à la mer d'Iroise, et barre complètement l'accès terrestre à la presqu'île. La caserne Sourdis hébergeait les soldats chargés de sa défense. En faisant le tour de la presqu'île dans le sens des aiguilles d'une montre, le fort de la Fraternité (1796), le fort de l'îlot des Capucins (sa caserne date de 1848), les batteries de Cornouaille (le fort du même nom a été construit par Vauban en 1689), de Fort-Robert et de la pointe des Espagnols, destinées à bloquer l'accès au port de Brest au niveau du goulet, sont les principaux ouvrages d'un système de défense pensé par Vauban, même s'il a été en bonne partie construit après lui. Pendant la Seconde Guerre mondiale, les Allemands ont transformé ce système de défense en l'adaptant aux nécessités militaires du moment.
En rade de Brest, mais tout près de la presqu'île de Roscanvel, l'île Trébéron a servi de lieu de mise en quarantaine pour les équipages suspectés d'être atteints par une épidémie contagieuse (par exemple lors du retour. d'Amérique de la flotte de Dubois de la Motte qui revient en 1756 atteinte du typhus); plus tard des environs de 1780 aux années 1830, l'île a servi de lazaret. L'île voisine, l'île des Morts, baptisée ainsi car elle a servi un temps de cimetière pour ceux qui ne survivaient pas à la mise en quarantaine sur l'île Trébéron, servit ensuite de poudrerie de 1808 à 1868.

### Une tradition
Paul Gruyer décrit cette tradition, reprise en 1907 par le journal La Presse :

« Dans la presqu'île de Crozon, à l'époque du Jour de l'An, le bedeau de plus d'une paroisse parcourt les villages, les hameaux et les fermes, avec un grand sac sur le dos. Chaque paysan met dans ce sac un paquet de grains, une galette de blé noir, une paire de pigeons, un poulet vivant ; lorsque le bedeau ne parvient plus à porter sa charge, des gamins l'accompagnent et lui prêtent leur aide. Il rentre souvent au presbytère avec tout un poulailler, et traînant derrière lui des cochons de lait tout roses, avec la quaue en tire-bouchon. »

### La presqu'île de Crozon décrite en 1910
« Et nous voilà partis au grand trot des chevaux, parmi d'épais nuages de poussière, à travers cette péninsule de Crozon, presqu'île dans une autre presqu'île, elle-même sectionnée en sous-péninsules, dont les côtes déchirées, du côté de l'Atlantique, disent éloquemment l'acharnement des vagues et le déchaînement des tempêtes, tandis qu'au nord et au sud, sur la rade de Brest et la baie de Douarnenez, elles s'abaissent en pente douce, verdoyantes, boisées, onctueuses, sur des plages de sable où le flot murmure plutôt que de rugir. Le sol est très tourmenté. Aux plateaux mornes où la lande étale ses fleurs d'or, où de petites vaches rustiques et bonnes laitières paissent une herbe rase dans les genêts aux touffes d'un rouge sombre qui rampent sur les terrains tourbeux, aux crêtes longues et étroites (...) se terminant sur l'Océan par des pédoncules effilés, troués, évidés, sillonnés de rides creusées par l'action des eaux, à cet ensemble de hauteurs que jalonnent des moulins de pierre, aux toits de chaume et aux ailes en mouvement, succèdent soudain ds affaissements herbeux, aux prés d'un vert tendre, de petits vallons florianesques aux ondulations harmonieuses, où des essaims d'oiseaux pillards volettent autour des chaumines basses (...). »

« Le sol est très morcelé ; la propriété est on ne peut plus divisée? Chacun a son petit champ ; des crêtes aux bas-fonds et des plateaux aux vallées, c'est un damier multicolore. Les jachères disparaissent, les terres incultes sont amendées, travaillées, portent des moissons, grâce à la fumure du goémon (...).  Peu ou point de fermes disséminées. Des hameaux compacts, aux habitations tapies et serrées les unes contre les autres, comme pour mieux de défendre contre les rafales, dressent leurs agglomérations brunes, non dans les plis de terrains abrités, mais sur les hauteurs nues, ventées, arrosées des embruns. »

### Les camps de prisonniers allemands pendant la Première Guerre mondiale
Plusieurs anciens forts de la presqu'île de Crozon accueillirent des prisonniers de guerre allemands pendant la Première Guerre mondiale : le camp de l'Île Longue hébergea 2 020 prisonniers de guerre, dont les 457 Allemands et les 257 Austro-Hongrois interceptés le 2 septembre 1914 en Manche par le croiseur auxiliaire français Savoie sur le paquebot hollandais Nieuw Amsterdam alors qu'ils rentraient de New York pour répondre à l'ordre de mobilisation ; le paquebot fut détourné sur Brest et les Allemands et Austro-Hongrois qui étaient à bord furent internés à l'Île Longue de novembre 1914 à octobre 1919.
Environ 200 réfugiés républicains espagnols furent hébergés à Roscanvel dans la caserne Sourdis à partir de mai 1937.

### Le réduit allemand de Crozon à la fin de la Seconde Guerre mondiale
Plusieurs casemates furent construites par les forces allemandes pour renforcer le mur de l'Atlantique. Des casemates de type Regelbau y sont toujours visibles.
Le 16 septembre 1944, le général allemand Hermann-Bernhard Ramcke ordonne le repli depuis Brest de l'état-major de la 343e division d'infanterie allemande (arrivée en Bretagne à la fin de l'année 1942), dépendant du 25e corps d'armée allemand, dont le poste de commandement était à Pontivy, puis à Lorient ; l'état-major de la 343e division débarque le 15 août 1944 au port du Fret pour s'installer à Morgat à partir du 18 août 1944. Le général Ramcke ordonne la destruction du pont Albert-Louppe sur l'Élorn et du pont de Térénez sur l'Aulne, juste avant la perte de la presqu'île de Plougastel-Daoulas et la prise par l'armée américaine, dirigée par le général Troy Middleton, le 23 août 1944 de la cote 154. Vers la fin du mois d'août, les Alliés grignotent peu à peu par l'est la presqu'île de Crozon et les Allemands tentent de tenir une ultime ligne de défense allant de l'aérodrome de Poulmic à Tal-ar-Groas. Des troupes allemandes repliées d'Audierne, où elles ont abandonné la forteresse de Lezongar, à travers la Baie de Douarnenez via Pors Lesven, se réfugient alors dans la presqu'île de Crozon. Le général Ramcke se retranche avec ses parachutistes dans la presqu'île de Roscanvel installant son quartier général au fort des Capucins dans le but de livrer un ultime combat. Des combats ont d'ailleurs lieu, particulièrement au Ménez Hom. Le 2 septembre 1944 des bombardiers alliés lancent une attaque sur Morgat, et pendant la première quinzaine de septembre la pointe des Espagnols, le fort de Quélern et l'ensemble de la presqu'île de Roscanvel, ainsi que le secteur de Camaret, subissent d'intenses bombardements aériens et par artillerie lourde, ce qui entraîne de grosses pertes en hommes et en matériels dans les rangs allemands.
Le 15 septembre 1944, le commandant de la forteresse de Brest, l'oberst Van der Mosel, se réfugie à son tour dans la presqu'île de Crozon (la ville de Brest est en train de se rendre). Les Allemands tentent de tenir une ultime ligne de défense allant de l'est de la presqu'île de Roscanvel à Morgat, mais le 17 septembre 1944 les troupes alliées prennent Crozon et Morgat, atteignant même le cap de la Chèvre. Les Allemands ne contrôlent plus alors qu'une partie de la presqu'île de Roscanvel, allant des alentours de la pointe des Espagnols au fort des Capucins. Le général Ramcke se rend le 19 septembre 1944, les Américains font plus de 7 000 prisonniers allemands.
Le Mémorial international de la bataille de l'Atlantique, est implanté depuis 1990 à Camaret-sur-Mer dans une casemate face à l'océan, dans un lieu où se déroulèrent des événements historiques. Face à l'océan Atlantique, abrité sous le béton massif d’une casemate allemande qui était l'un des éléments du mur de l'Atlantique construit en 1942, ce mémorial rappelle le sacrifice de ceux qui périrent en mer durant la Seconde Guerre mondiale et présente les faits historiques et les matériels technologiques de ces combats).

### Les implantations militaires
La base aéronavale de Lanvéoc-Poulmic ouvre en 1930 et l'École navale s'y installe en 1945. Le 11e RIMA installe à Quélern son Centre d'entraînement commando et l'Île Longue devient la base des sous-marins nucléaires lanceurs d'engins, les silos abritant les missiles étant entreposés à Guenvenez en Crozon. Le Centre parachutiste d'entraînement aux opérations maritimes (CPEOM), composante mer (Service Action) de la DGSE, s'installe à Quélern en 1985.

## Transports
Pour accéder en presqu'île, il existe trois moyens d'accès, dont la plus ancienne est la voie maritime avec un service de navette entre Brest et le Fret, ainsi qu'entre Brest et Camaret, d'avril à septembre. La Marine nationale dispose de ses propres liaisons entre Brest et ses installations militaires de la presqu'île, certaines étant désormais ouvertes aux civils à partir de la Base d'aéronautique navale de Lanvéoc-Poulmic.
De nos jours, la route est le moyen le plus souvent utilisé. Au nord la route départementale 791 relie la presqu'île avec le Faou et Brest, en passant sur le pont de Térénez, qui permet d'enjamber l'Aulne à l'est. Au sud-est la route départementale 887 relie la presqu'île à Châteaulin en passant par Sainte-Marie-du-Ménez-Hom. Trois lignes de bus du conseil général du Finistère relient Camaret à Brest, Quimper et Châteaulin.
La région Bretagne a confié à Brest métropole l'exploitation d'ici l'été 2019 des transports en commun sur la presqu'île ainsi que celle d'une liaison maritime vers Brest.

## Communes de la presqu'île
Le canton de Crozon compte sept communes : Argol, Camaret-sur-Mer, Crozon, Landévennec, Lanvéoc, Roscanvel et Telgruc-sur-Mer. Elles font partie de la Communauté de communes Presqu'île de Crozon-Aulne maritime.

## Évolution démographique
La population légale de la presqu'île de Crozon a été estimée par l'Insee au 1er janvier 2024 à 22 430 habitants, la diminution étant de 799 habitants en 6 ans entre 2015 et 2021 ; la coune de Dinéault a perdu 301 habitants au cours de cette période, celle de Crozon 280 habitants et celle de Lanvéoc 217 habitants ; les autres communes de la presqu'île perdent aussi toutes des habitants (à l'exception de Landévennec), mais dans de moindres quantités. Crozon reste au 1er janvier 2024 la commune de la presqu'île la plus peuplée (7 321 habitants) devant Camaret-sur-Mer (2 447 habitants) , Lanvéoc (1 955 habitants), Dinéault (1 863 habitants), Argol (1 021 habitants et Roscanvel (823 habitants), Landévennec n'ayant que 338 habitants.

## Économie

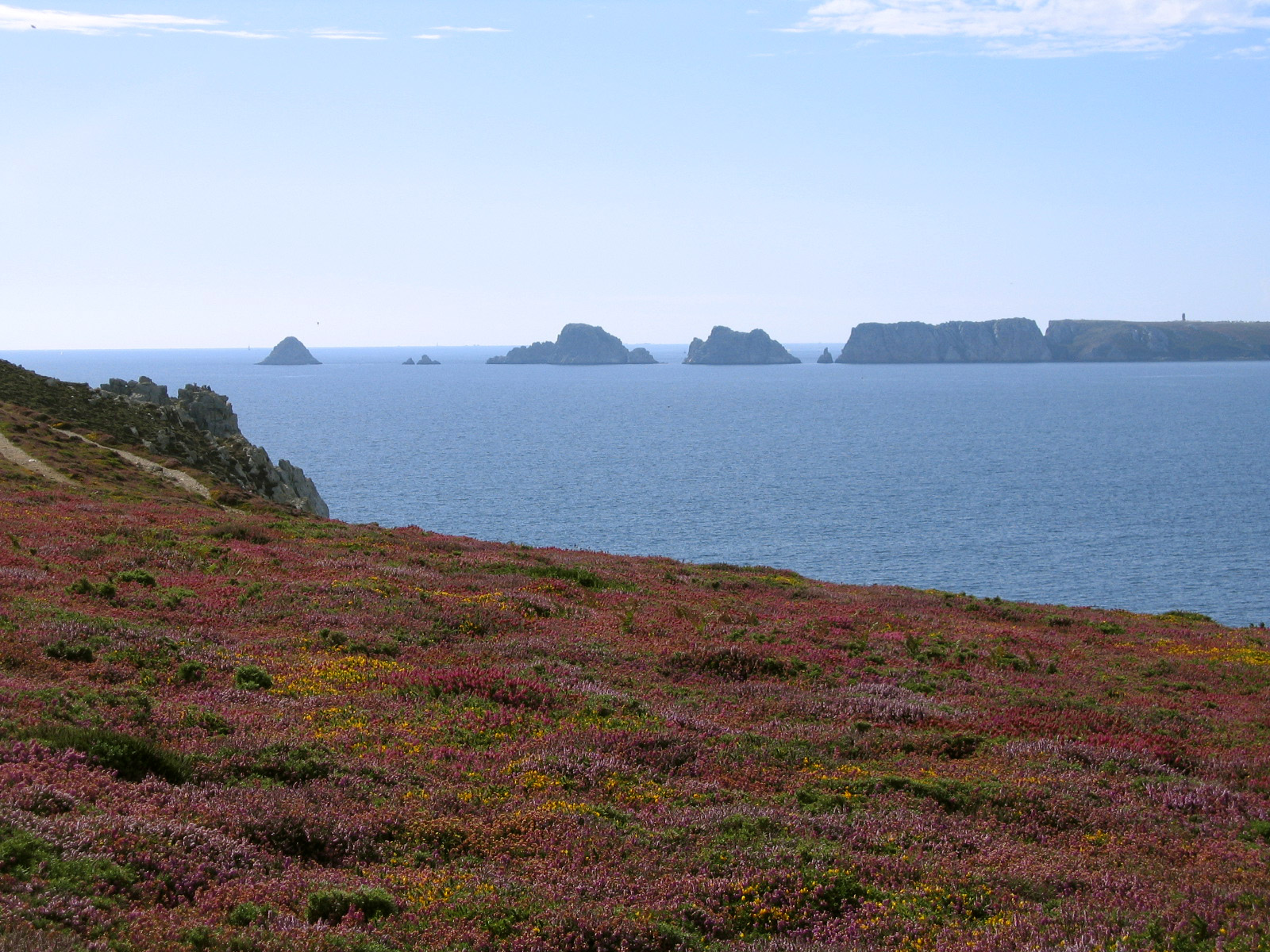
La pointe de Pen-Hir et les « tas de Pois » vus de la pointe de Dinan.

Si au cours des siècles précédents l'économie de la presqu'île de Crozon reposait principalement sur la pêche et l'agriculture, de nos jours elle profite surtout du développement du tourisme. Les excursions dans la presqu'île de Crozon comptent parmi les plus typiques que l'on puisse faire en Bretagne. La côte et la mer atteignent ici une sévère beauté, faite de l'à-pic vertigineux des falaises, de la coloration des rochers et de la violence des lames qui se brisent sur les récifs.
Un autre employeur important est la Marine nationale. Avec la base sous-marine de l'île Longue, la base d'aéronautique navale de Lanvéoc-Poulmic, et à proximité la base navale de Brest la présence militaire est très forte dans cette région, et ce depuis longtemps : en témoignent le patrimoine défensif de la presqu'île de Roscanvel, mais aussi la tour Vauban et les blockhaus de Camaret-sur-Mer.

## Écologie

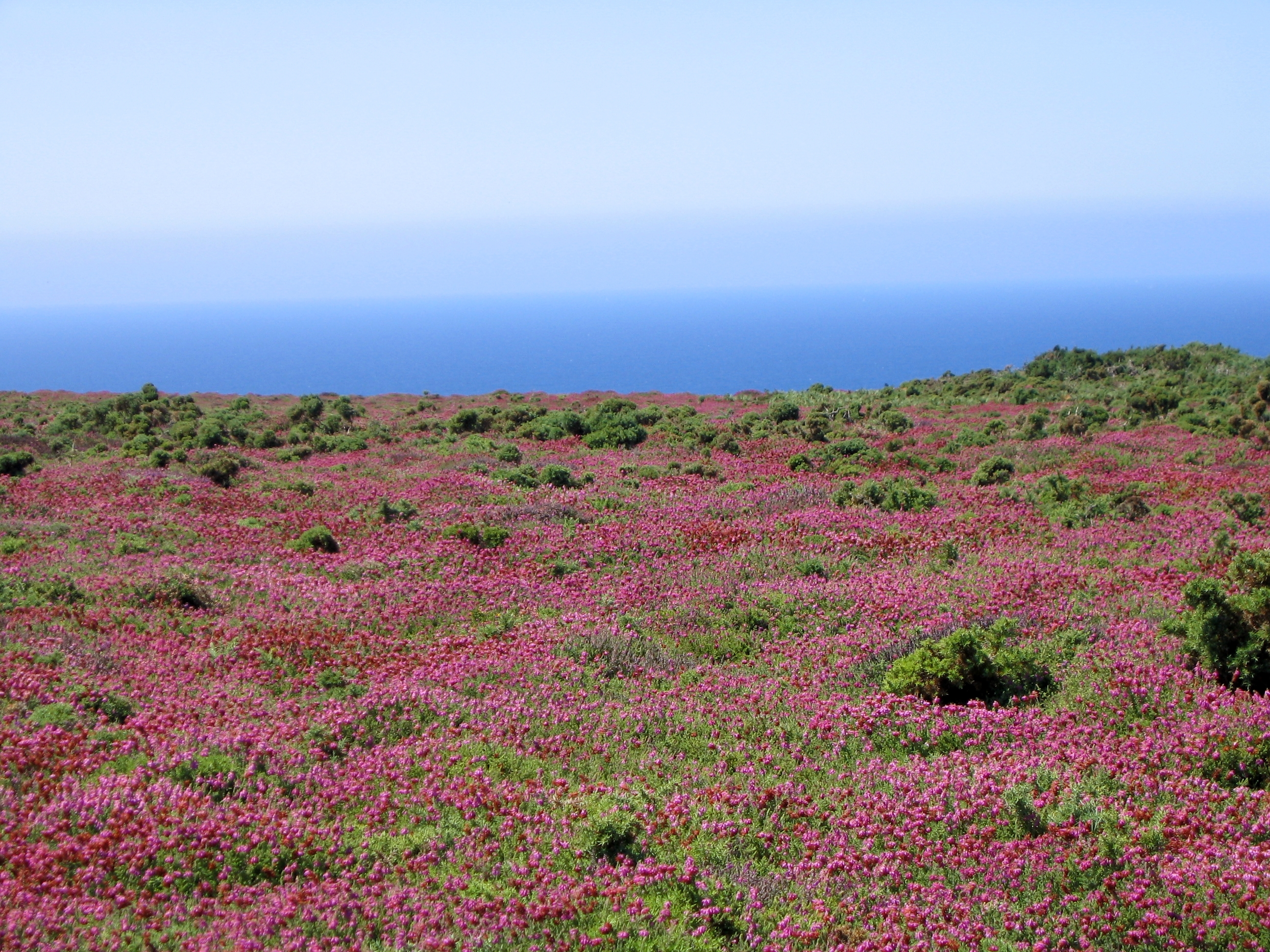
Bruyères en fleurs au cap de la Chèvre.

La presqu'île de Crozon est l'un des sanctuaires de la nature les mieux préservés du sud de la Bretagne. Les assauts de la mer érodent cette plate-forme rocheuse en forme de croix. Celle-ci, isolée par des falaises, est peu cultivée et laisse régner une lande d'ajoncs : la lande l'emporte sur la culture.
Le Conservatoire du littoral en gère désormais plusieurs sites comme le cap de la Chèvre, l'Aber, l'étang du Fret, la pointe des Espagnols, les bois de Penzer et de Poulmic, les Anses de Penhir et du Toulinguet...
La baie de Douarnenez fait partie des sites européens marins littoraux abritant une décharge sous-marine de munitions anciennes déclarés à la commission OSPAR,.
Depuis 2013, une réserve naturelle régionale protège 27 sites géologiques de la presqu'île.

## Sites, monuments et musées

### Sites naturels
La presqu'île de Crozon fait partie du parc naturel régional d'Armorique. Le sommet du Ménez Hom est un belvédère remarquable malgré son altitude modeste (330 mètres).

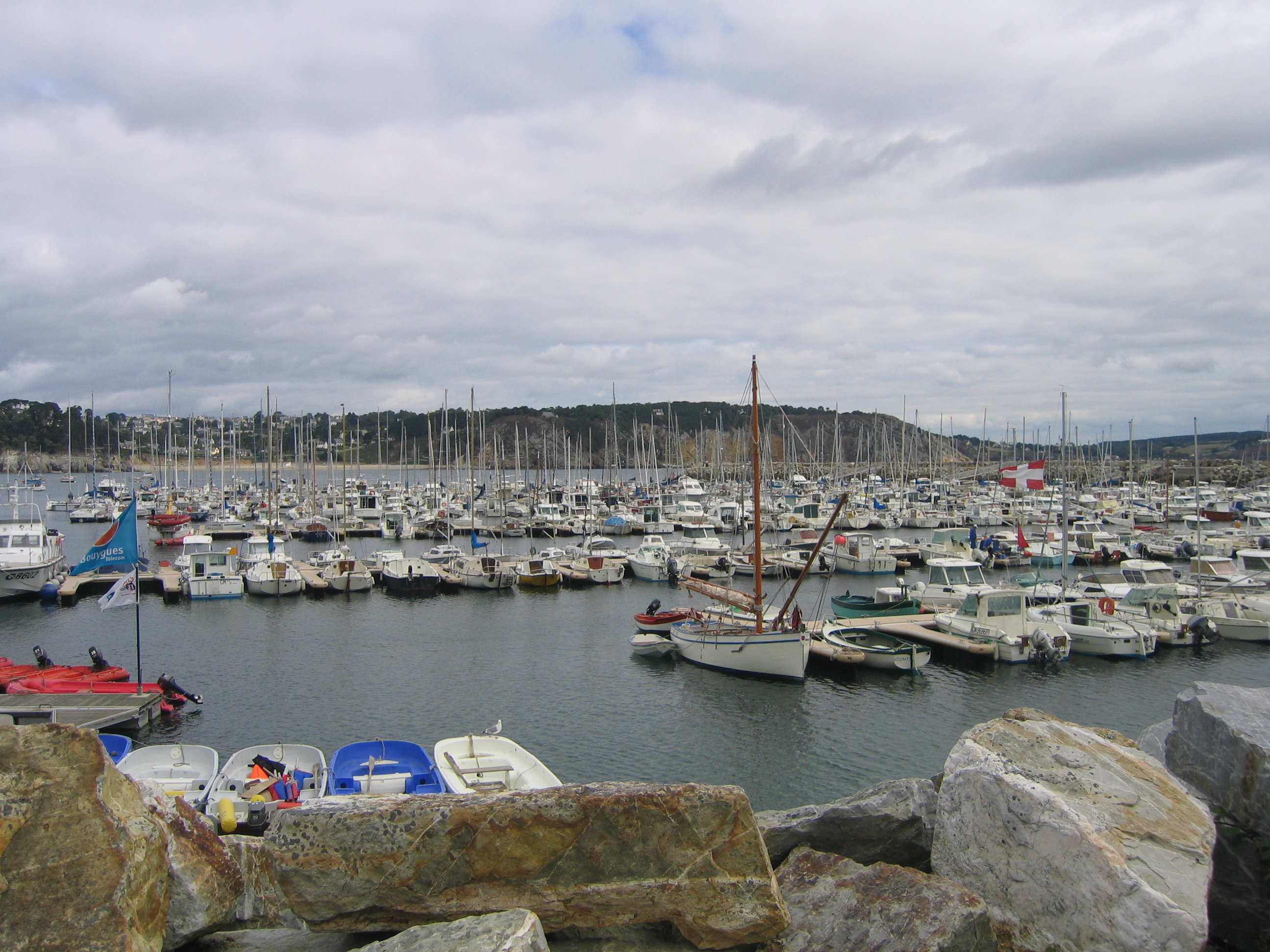
Le port, et à l'arrière-plan la plage, de Morgat.

La plage de Morgat, qui fait partie de la commune de Crozon, est bien exposée au sud et abritée des vents d'ouest par le cap de la Chèvre a transformé l'ancien port de pêche en station balnéaire fréquentée entre autres pendant une bonne partie du XXe siècle par la famille d'Armand Peugeot. Des villas représentatives des divers styles de la première moitié du XXe siècle peuvent y être remarquées. Les grottes de Morgat peuvent être visitées en bateau à partir du port.
Le cap de la Chèvre, pointe sud de la croix que dessine la presqu'île de Crozon, offre un aspect sauvage et des paysages dominés par la lande. Son sentier littoral est très accidenté et présente des points de vue remarquables. Quelques hameaux typiques, avec des maisons traditionnelles construites en pierres et qui par le passé étaient recouvertes de chaume, parsèment la presqu'île.
L’île Vierge, Enez Verc’h en breton, est une presqu’île baignant dans la baie de Douarnenez entre Morgat et le Cap de la Chèvre, à la pointe de Saint-Hernot (prononcez Saint Hernotte). Pour accéder au site et profiter de la vue après 15 à 20 minutes de marche, il faut emprunter un chemin de randonnée qui part du village de St-Hernot. Au sud de l’Ile Vierge se trouve la grève de Porzh Pesk, aussi appelée plage de l’Ile-Vierge. Cette petite crique a été classée 7e plus belle plage d’Europe par le site European Best Destination. La couleur turquoise de la mer à cet endroit fait ressembler ce site breton à un coin de Corse. L’accès à cette plage de galets n’est possible que par la falaise. Il est très escarpé, dangereux et chaotique, via une sorte de toboggan de terre où les roches risquent de tomber à tout moment. Ce n’est donc pas un endroit à la portée de tous. D’ailleurs, depuis mars 2020, cette plage est interdite au public pour des raisons de sécurité. Une petite clôture a été mise en place sur le sentier, à l’approche de la crique, ainsi que des affichettes. Il est interdit de venir sur la plage même par la mer pour dissuader quiconque de venir prendre des risques. L’amende encourue est de 235 euros.
La pointe de Dinan offre de beaux points de vue sur la pointe de Pen-Hir et les « tas de pois » ainsi que sur le cap de la Chèvre. Le « château de Dinan » est une formation rocheuse naturelle à l'aspect ruiniforme qui, de loin, peut être confondue avec un château en ruine. La pointe de Dinan est percée d'une arche naturelle qui ajoute à sa célébrité. C'est un point de départ pour des sentiers de randonnée.
La pointe de Pen-Hir est l'extrémité occidentale de la presqu'île de Crozon. Prolongée par les célèbres rochers des Tas de Pois, de ses falaises spectaculaires, le panorama offre une vue étendue de la pointe Saint-Mathieu à la Pointe du Raz et même, par temps clair, d'Ouessant à l'île de Sein. Le Monument aux Bretons de la France libre se trouve à proximité.

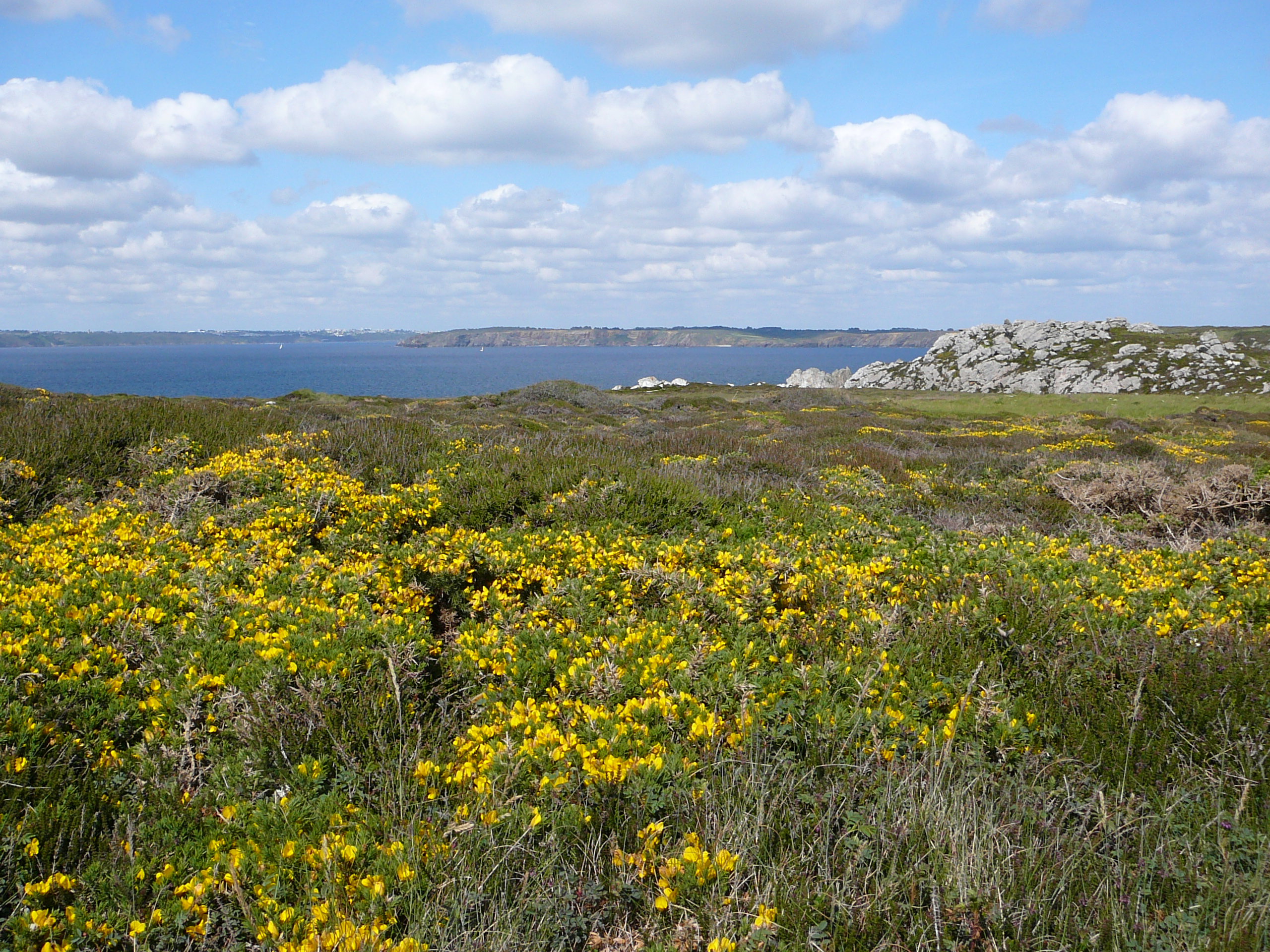
Les environs de la pointe du Toulinguet

La pointe du Toulinguet est la pointe la plus occidentale de la presqu'île de Crozon. Un sémaphore se trouve à son extrémité. Elle présente des paysages spectaculaires de falaises propices à l'escalade, de même que sa voisine plus fréquentée, la pointe de Pen-Hir. La plage de Penhad est bien exposée au sud.
La pointe des Espagnols est située à l'extrémité nord de la presqu'île de Roscanvel. Son nom provient d'une tentative de débarquement espagnol en 1594, pour soutenir les Ligueurs commandés par le duc de Mercœur. Du haut d'une falaise de 60 mètres, elle offre des vues superbes sur la rade de Brest et le port de Brest.

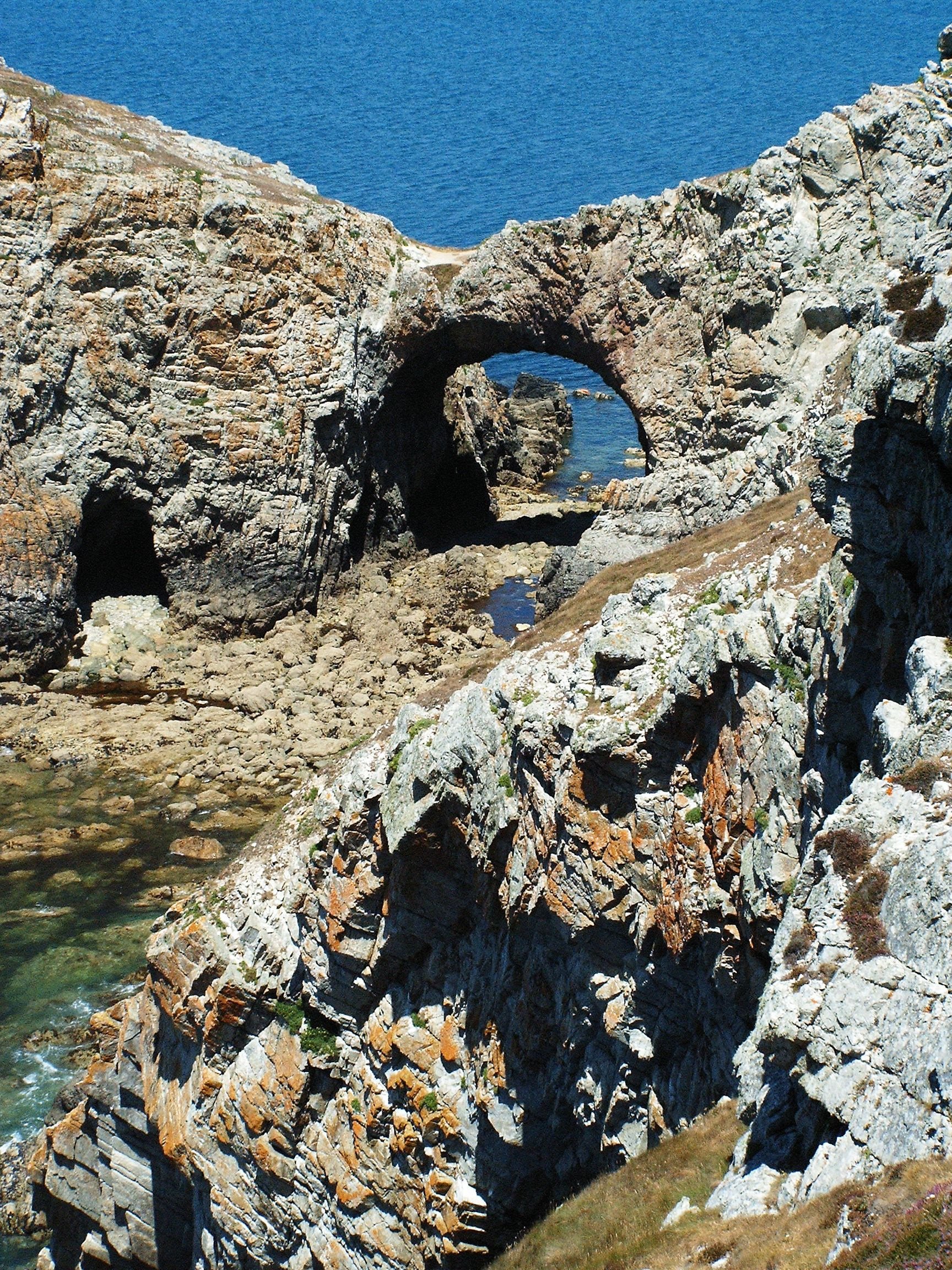
L'arche naturelle de la pointe de Dinan

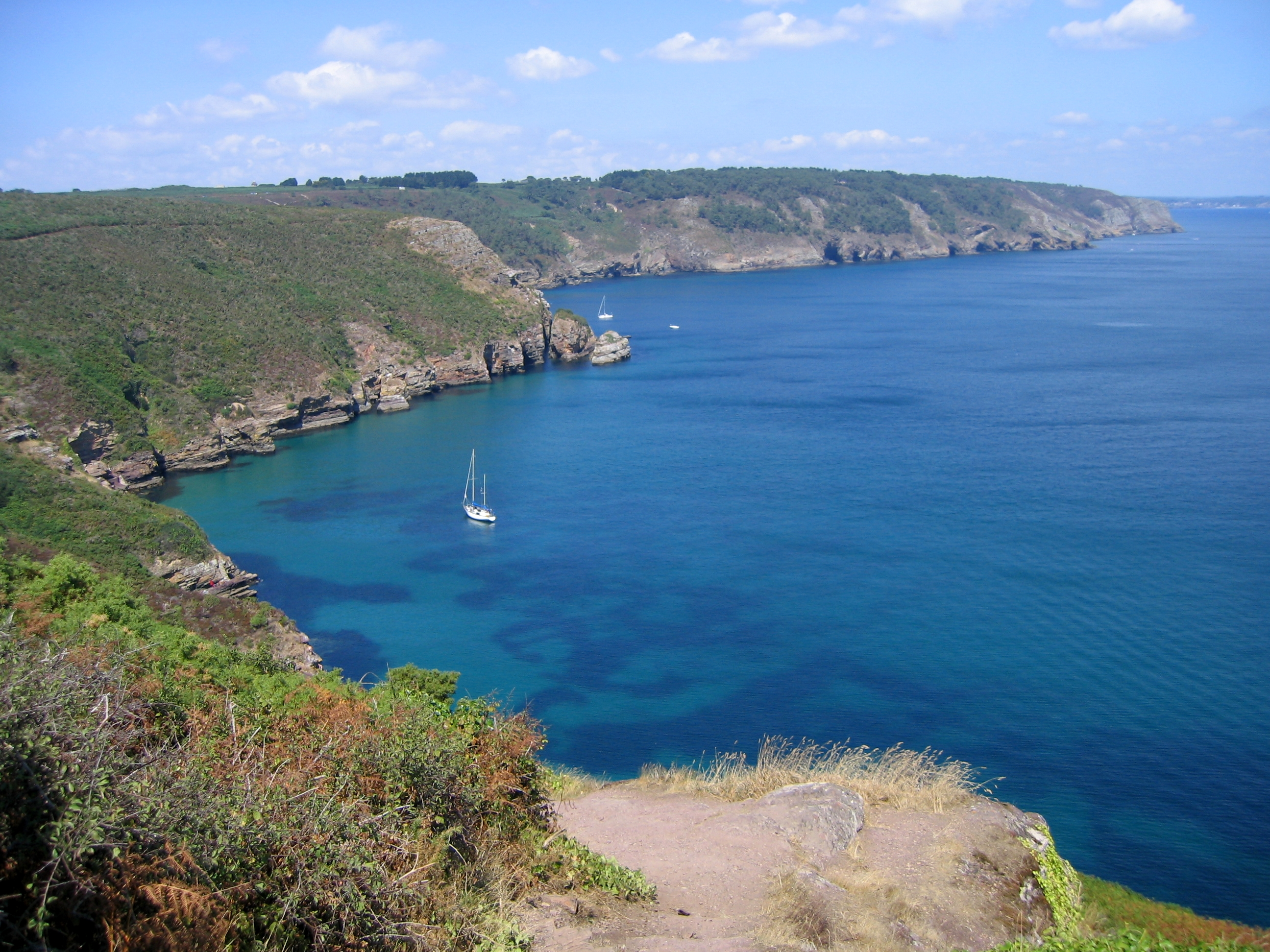
Le cap de la Chèvre et les grottes de Morgat
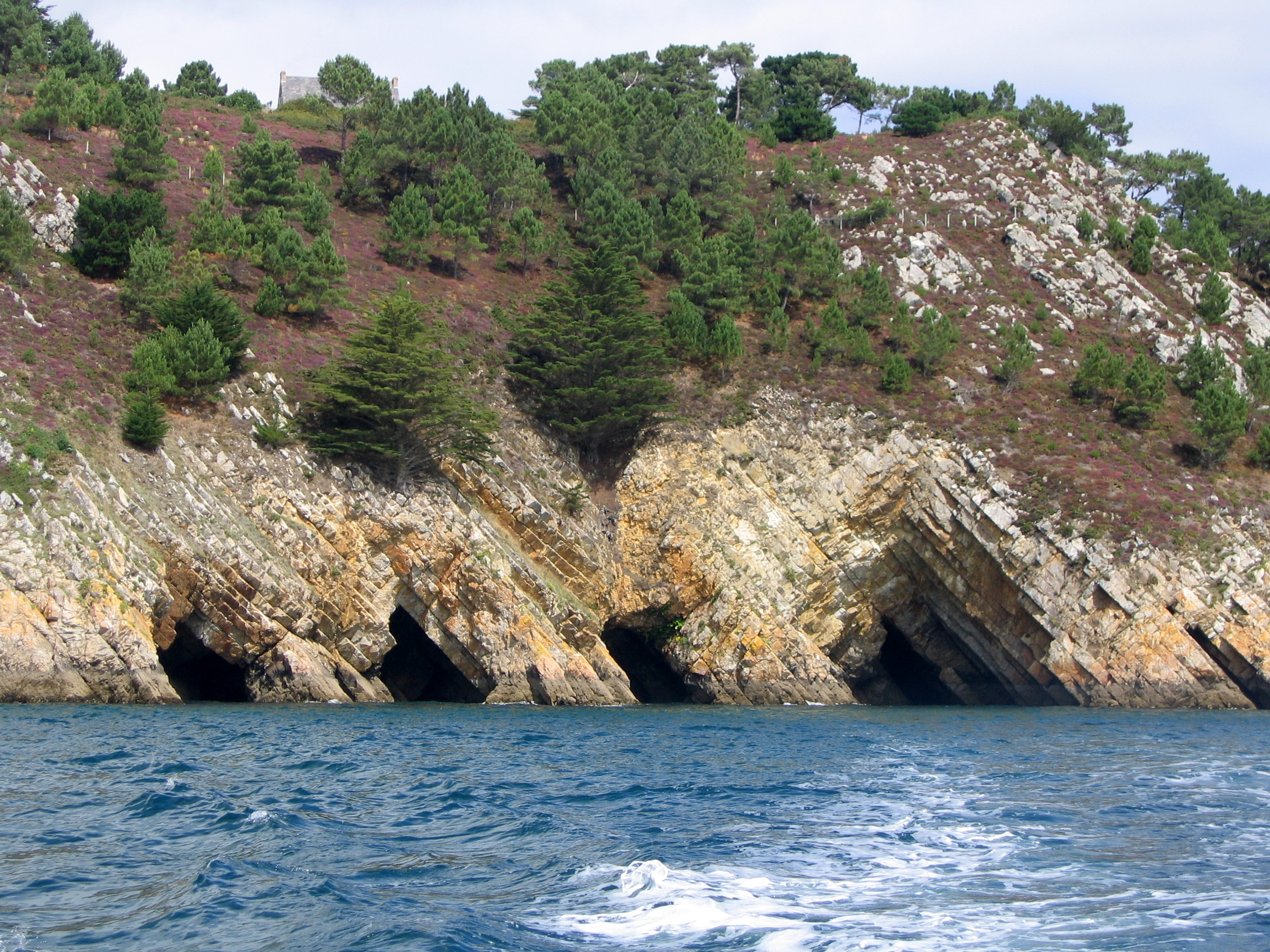
Les grottes de Morgat
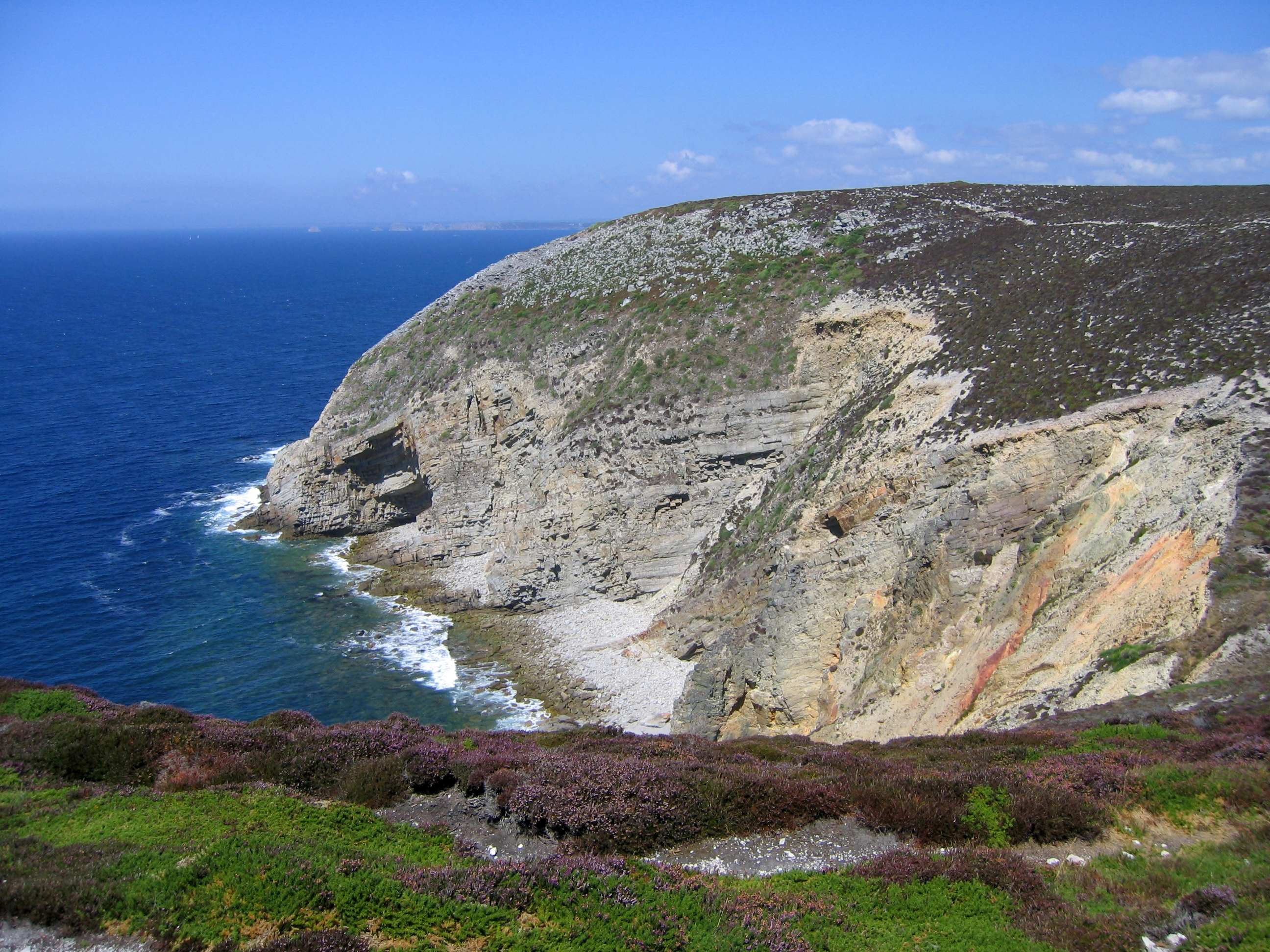
Le cap de la Chèvre
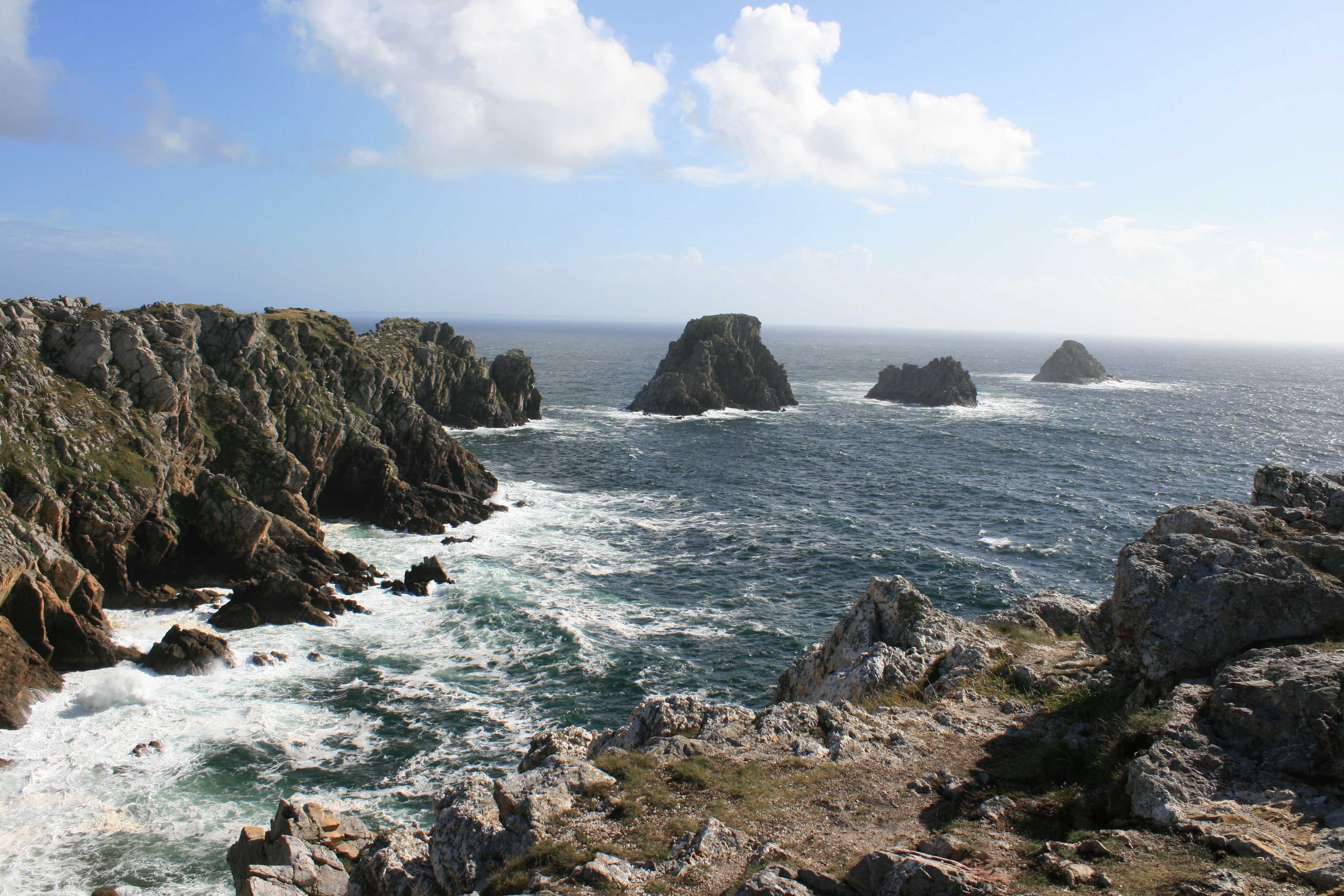
La pointe de Pen-Hir et les Tas de pois
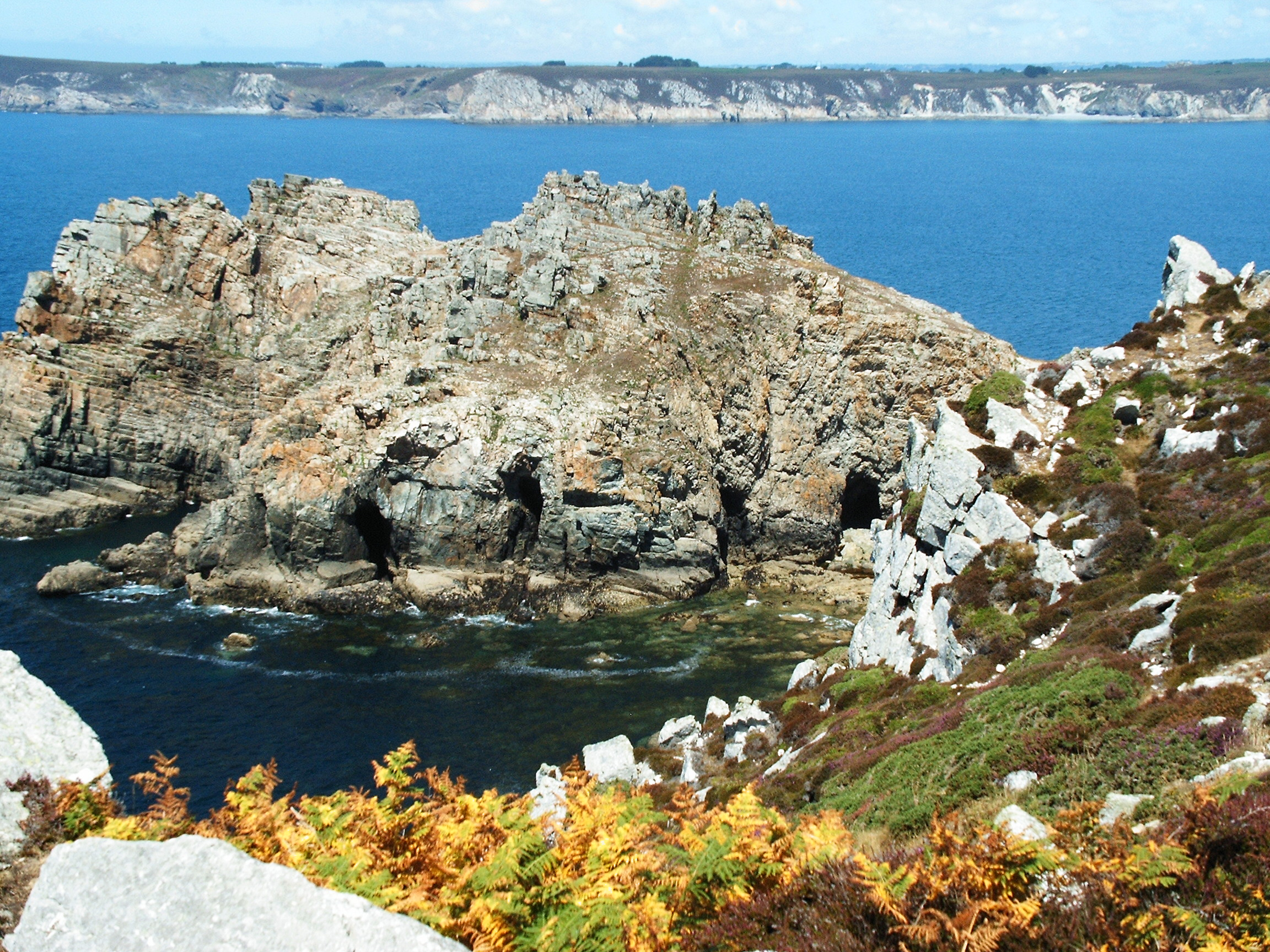
La pointe de Dinan (ou château de Dinan)
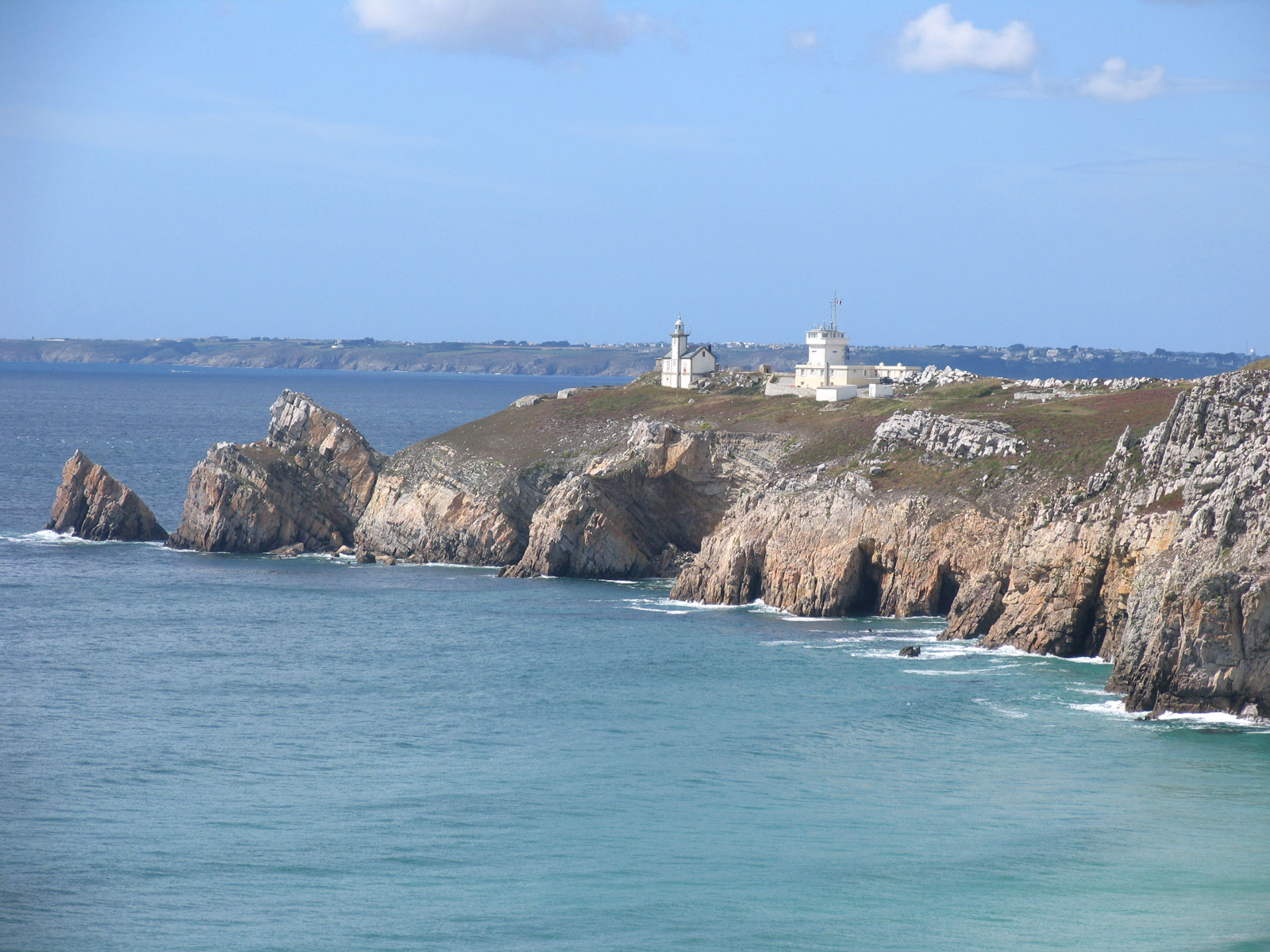
La pointe du Toulinguet
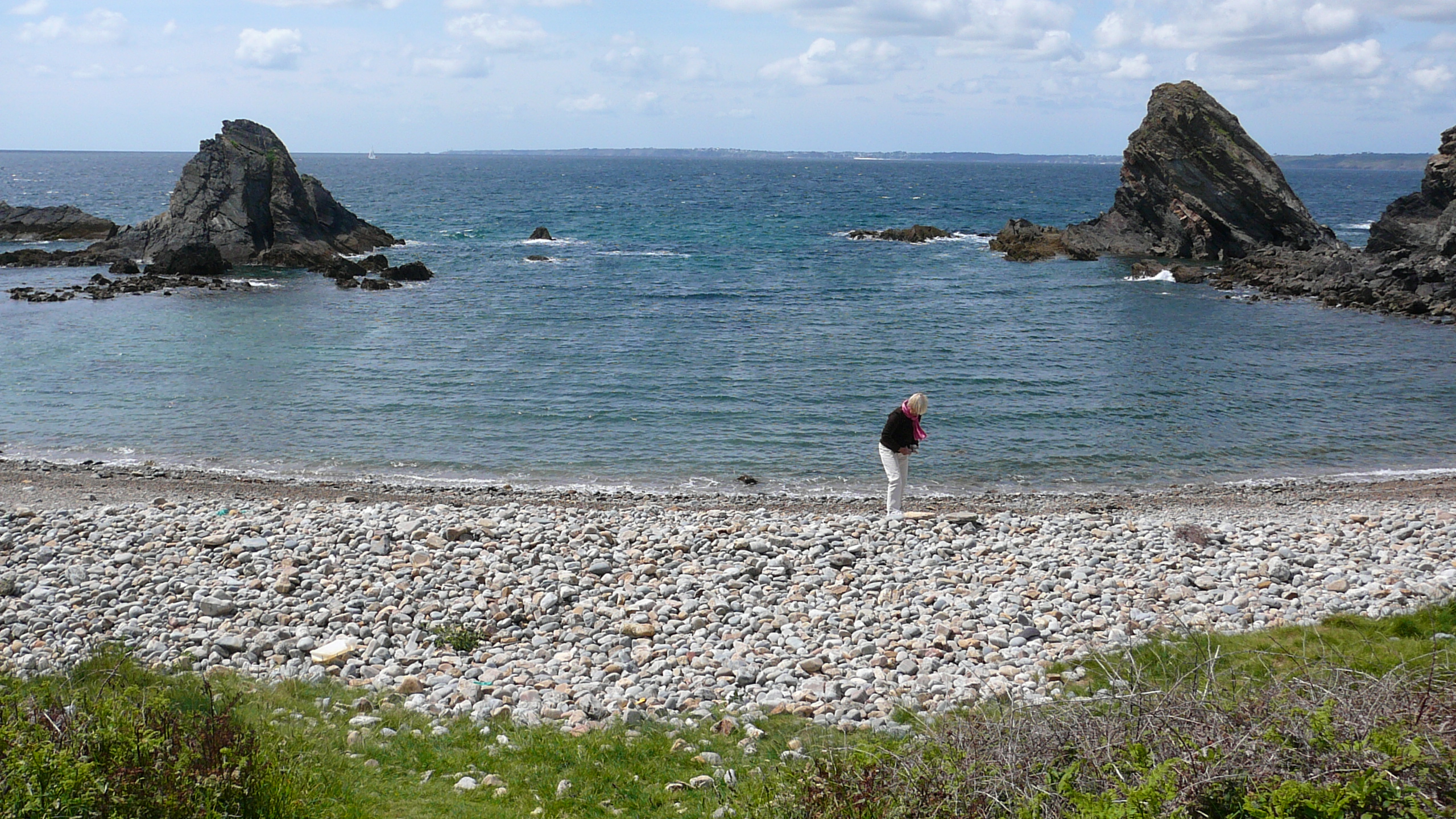
Grève près de Trez Rouz
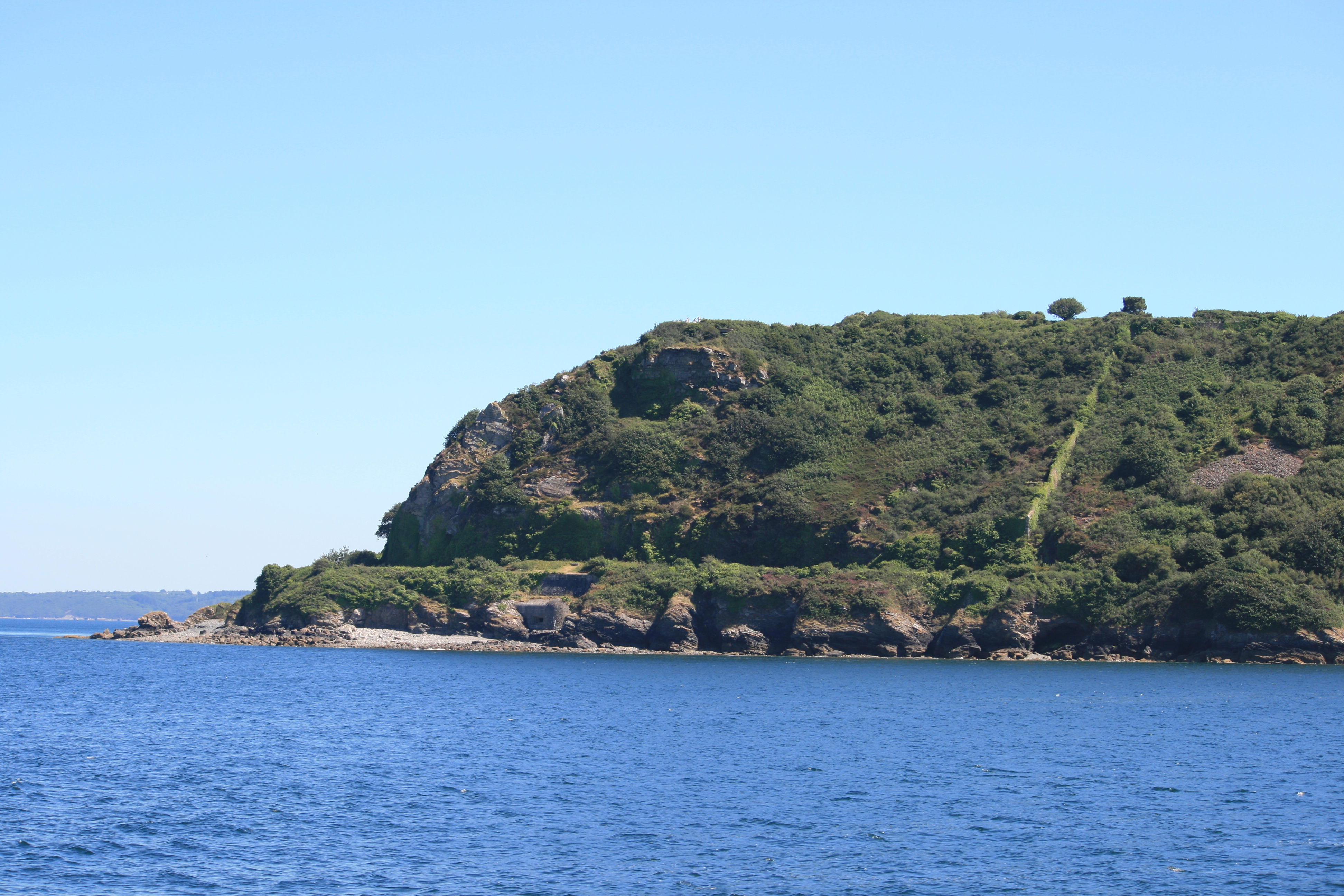
La pointe des Espagnols vue de la mer
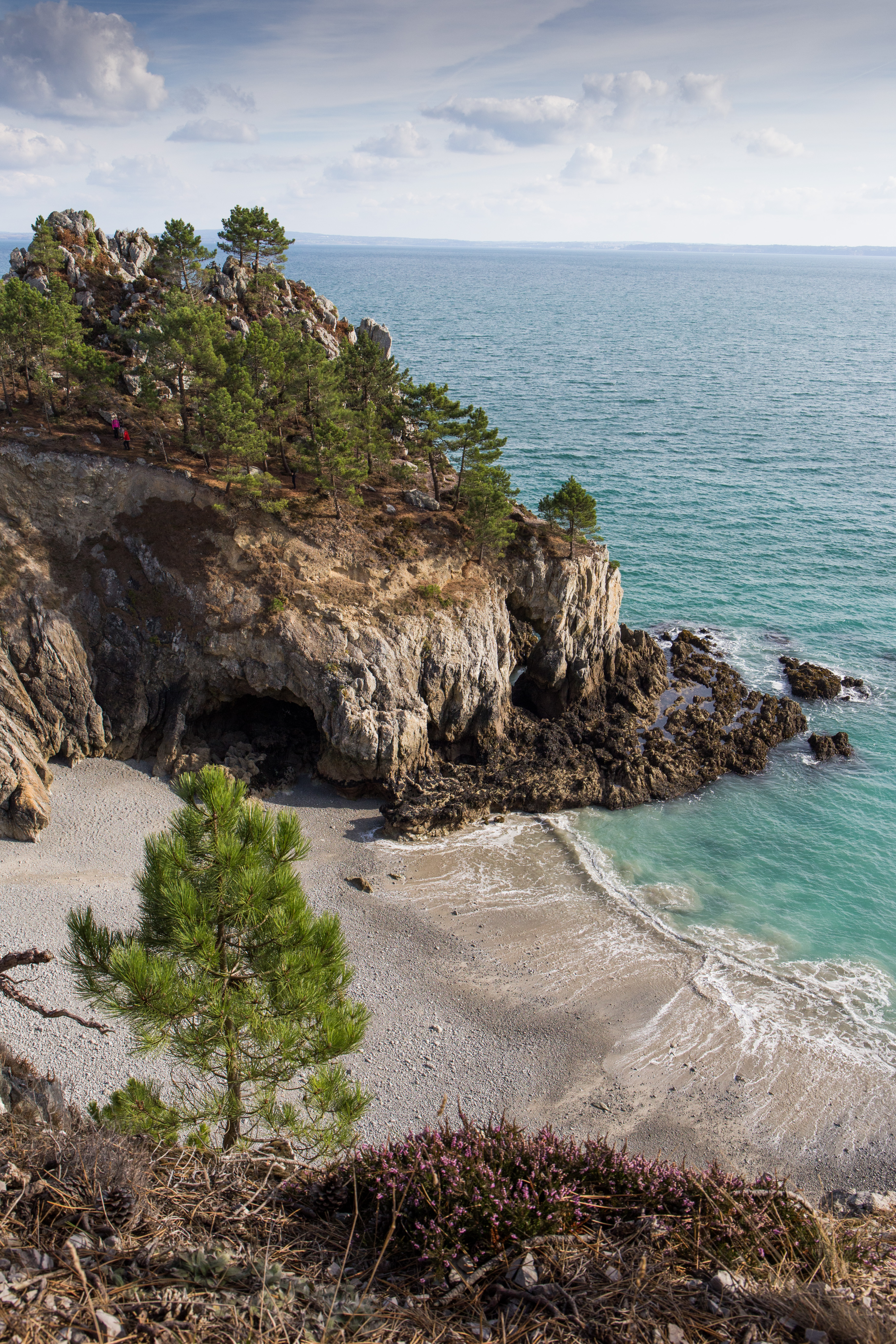
Pointe de Saint-Hernot
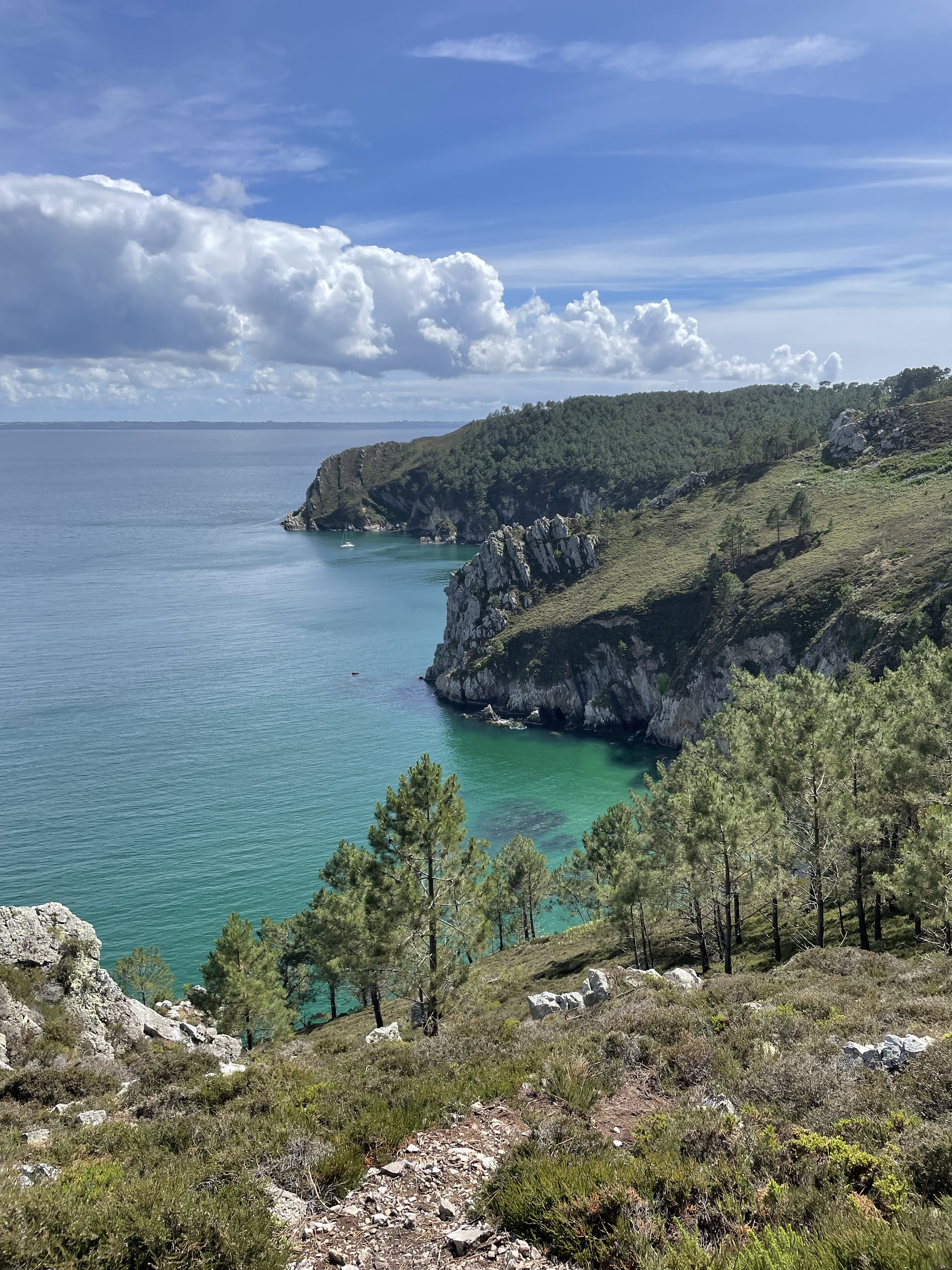
Sur le sentier menant à la plage de l'île Vierge
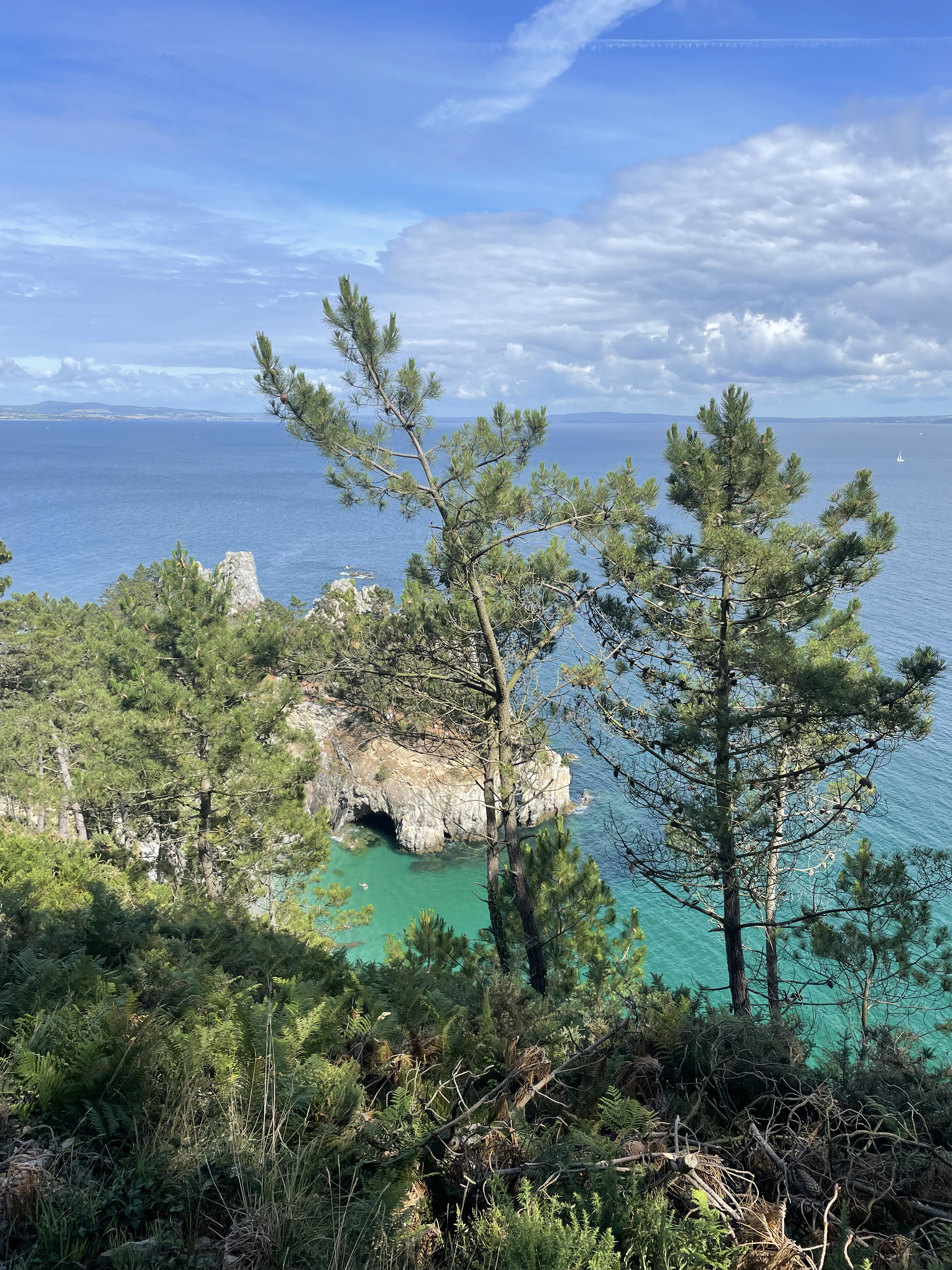
Vue vers la plage de l'île Vierge

### Monuments
La tour Vauban (ou « tour Dorée », ou « tour de Camaret ») à Camaret, classée depuis 2008 au Patrimoine mondial par l'UNESCO au titre  des fortifications de Vauban (douze sites retenus en France), a été construite par Vauban de 1685 à 1696 pour protéger les accès au port de Brest et empêcher tout débarquement ennemi dans l'anse de Camaret. C'est le mieux conservé des « forts à la mer à batterie basse et tour de gorge » subsistant en France. La Tour a fait l'objet de travaux importants de restauration depuis 2008, concernant entre autres la réfection de son enduit extérieur, l'escarpe et la contre-escarpe. Côté mer, la tour garde encore des traces des boulets de canon lancés par les navires de la flotte anglo-hollandaise lors de la tentative de débarquement en 1694.
La chapelle Notre-Dame-de-Rocamadour est située à proximité de la tour Vauban, presque à l'extrémité du « sillon » (plage de galets) qui protège le port de Camaret. Elle est construite en pierre de Logonna caractérisée par son aspect jaunâtre et ses stries. Avec la « tour Vauban », elle forme le paysage emblématique du port de Camaret. Son pardon se déroule chaque premier dimanche de septembre. Son clocher, décapité lors de la bataille de Trez Rouz en 1694, liée à une tentative de débarquement anglo-hollandais, n'a jamais été reconstruit. Des bateaux servant d'ex-votos sont accrochés à l'intérieur de la chapelle, par ailleurs victime d'un incendie au début du XXe siècle, mais qui fut restaurée grâce à l'action du poète Saint-Pol-Roux.
La  chapelle de Sainte-Marie-du-Ménez-Hom (XVIe – XVIIIe siècle s) et son placître, son beau calvaire et son arc de triomphe.
L'enclos paroissial d'Argol

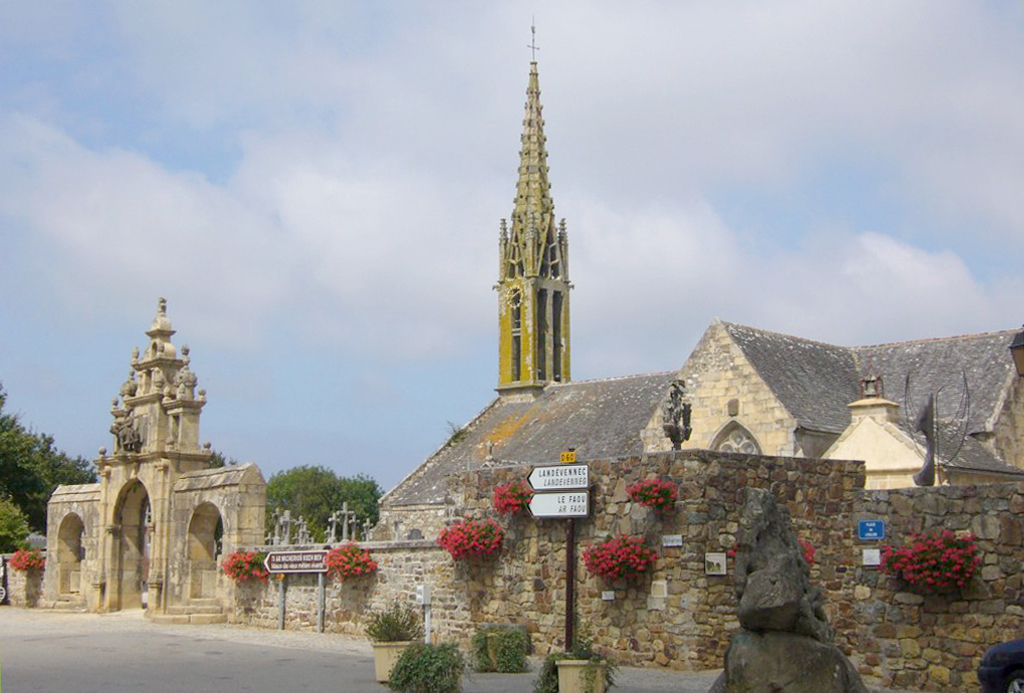
L'enclos paroissial d'Argol.

Les alignements mégalithiques de Lagatjar, à Camaret : il subsiste environ 80 des 600 menhirs alignés qui existaient en 1776, les autres ayant servi de carrière de pierre. Le site est classé Monument historique depuis 1883 et a été restauré à partir de 1926 sous l'influence de Saint-Pol-Roux qui habitait à proximité.

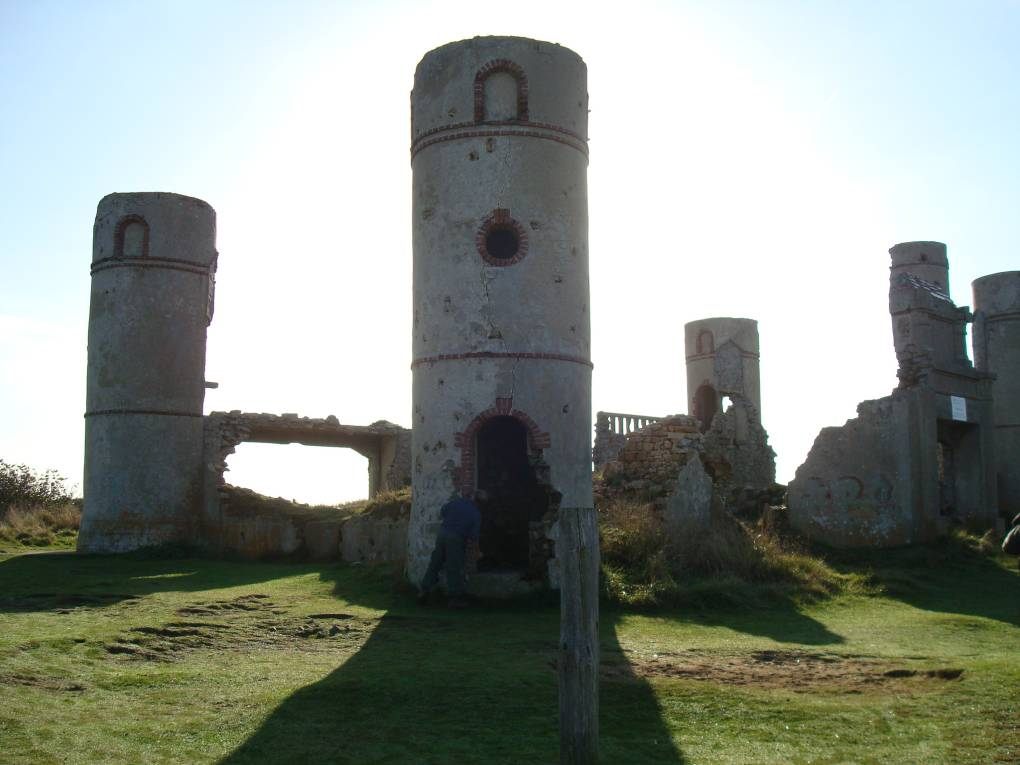
Les ruines du « manoir de Coecilian » qui fut habité par le poète Saint-Pol-Roux.

Le manoir de Coecilian, manoir de Saint-Pol-Roux, situé à Camaret a été brûlé par les Allemands en 1940, bombardé par l'aviation alliée en 1944 et reste malheureusement en ruine.
La route des fortifications part de Camaret et, passant par l'éperon barré de Lostmarc'h, fait le tour de la presqu'île de Roscanvel.
Le pont de Térénez sur l'Aulne maritime : construit en 2010, le nouveau pont détient le record du monde de portée pour un pont courbe à haubans. Il est mis en service au printemps 2011. Il s'inscrit dans un site remarquable et remplace le vieux pont qui a été démoli car il est atteint de la « maladie du béton ».

### Musées
Le musée de l'école rurale en Bretagne à Trégarvan présente l'histoire de la scolarisation en Bretagne depuis les débuts de la Troisième République et une ancienne salle de classe avec son mobilier et son matériel pédagogique d'époque, ainsi qu'un jardin des simples.
Le musée de l'ancienne abbaye à Landévennec retrace 15 siècles d'histoire monastique en Bretagne et permet de visiter les ruines de l'ancienne abbaye de Landévennec.
Le musée des vieux métiers vivants à Argol présente les métiers d'autrefois (vannier, sabotier, forgeron, fileuses, tourneur...) et les fêtes d'antan (fête de la moisson, fête du cidre...).
Le musée du cidre, situé dans la ferme de Kermarzin à Argol présente les outils traditionnels liés à la fabrication du cidre et propose des dégustations de cidre.
La Maison des Minéraux, est une structure d'éducation à l'environnement située à Crozon dans le Cap de la Chèvre. Elle présente les richesses naturelles du territoire local et breton.

## Festival
Le Festival du bout du monde se tient chaque année dans la presqu'île de Crozon.